# 西表島
西表島（いりおもてじま）は、沖縄県八重山郡竹富町に属する八重山列島の島である。同列島で最大の面積を持つ。人口は2,426人（2021年3月末現在）である。動植物の多様性が認められ、2021年7月26日に奄美大島、徳之島、沖縄島北部と共に世界自然遺産として登録が決定された。

## 地理

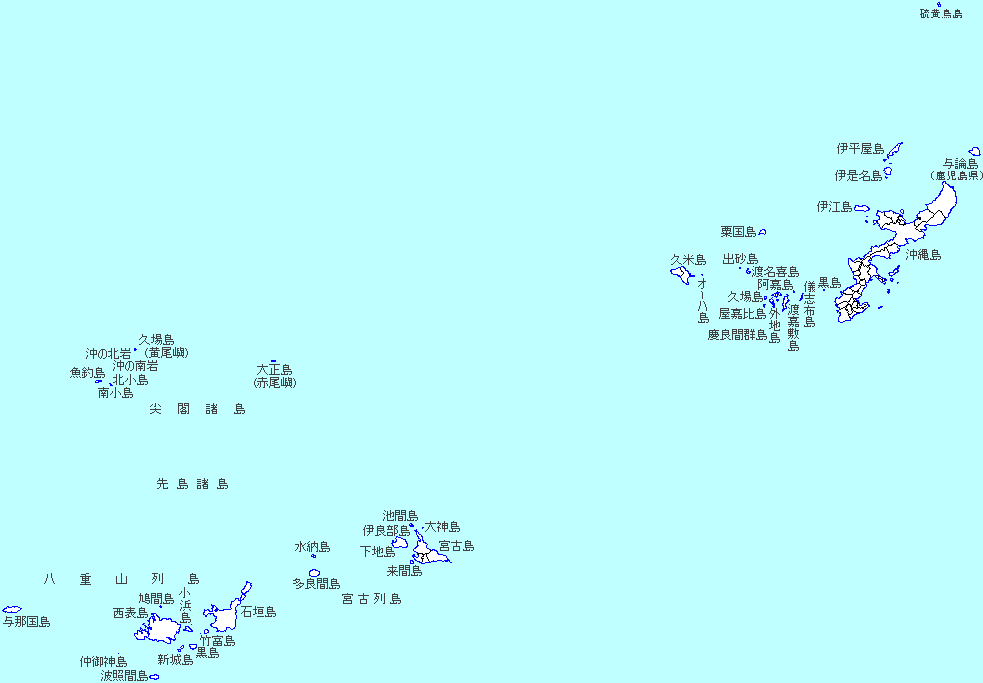
沖縄本島と八重山列島の位置図

面積289.62平方キロメートル (km2)、周囲130.0キロメートルの島で、面積は日本で第12位、沖縄県内では沖縄本島に次いで第2位である。竹富町地区別人口動態票に基づく人口は2,407人、世帯数は1,336世帯（2021年3月末現在）。
西表という地名の「表」は石垣島の於茂登岳（おもとだけ）を指し、於茂登岳の「西」にある山の意とも言われる。西表島という名称が使われるようになったのは18世紀以降であり、古くは所乃島や古見島と称された。

### 地勢
山がちで平地に乏しく、山や森林が海岸近くまで迫っている。人の居住地は海岸線沿いのわずかな平地に限られる。古見岳（こみだけ、標高469.5メートル）、テドウ山（標高441.2メートル）、御座岳（ござだけ、標高420.4メートル）の琉球諸島全体でも屈指の標高を有する三山をはじめとして、多くの山で島全体が覆われるものの、中央ほど標高が高いわけではなく、遠方から見た島影は台形に近い。
西表島を代表する浦内川（延長18.8キロ）や仲間川（延長7.45キロ）はいずれも沖縄県内でも大きな川で、特に浦内川は県内最長である。上述のように山が連なる地形のため、浦内川は島の南東部を源流として北西へと、仲間川は西南部を源流として東流へと、いずれも島の反対側まで流れる。川は数多く、島の外側が急斜面であるため、カンピレーの滝・マリユドゥの滝・ピナイサーラの滝をはじめとする滝も多い。
崎山湾・網取湾は自然環境保全地域に指定されている。

### 気候
亜熱帯海洋性気候に属する。また月別平均気温の平年値（1991-2020年）に基づけば熱帯雨林気候(Af)に相当する。
- 祖納
  - 最寒月平均気温18.5℃（1月）
  - 乾燥限界618 mm＜年平均降水量2240.0 mm＞
  - 最少雨月降水量128.8 mm（7月）

| 西表島特別地域気象観測所（竹富町字上原宇那利崎、標高10m）の気候 | 西表島特別地域気象観測所（竹富町字上原宇那利崎、標高10m）の気候 | 西表島特別地域気象観測所（竹富町字上原宇那利崎、標高10m）の気候 | 西表島特別地域気象観測所（竹富町字上原宇那利崎、標高10m）の気候 | 西表島特別地域気象観測所（竹富町字上原宇那利崎、標高10m）の気候 | 西表島特別地域気象観測所（竹富町字上原宇那利崎、標高10m）の気候 | 西表島特別地域気象観測所（竹富町字上原宇那利崎、標高10m）の気候 | 西表島特別地域気象観測所（竹富町字上原宇那利崎、標高10m）の気候 | 西表島特別地域気象観測所（竹富町字上原宇那利崎、標高10m）の気候 | 西表島特別地域気象観測所（竹富町字上原宇那利崎、標高10m）の気候 | 西表島特別地域気象観測所（竹富町字上原宇那利崎、標高10m）の気候 | 西表島特別地域気象観測所（竹富町字上原宇那利崎、標高10m）の気候 | 西表島特別地域気象観測所（竹富町字上原宇那利崎、標高10m）の気候 | 西表島特別地域気象観測所（竹富町字上原宇那利崎、標高10m）の気候 |
| 月                                                              | 1月                                                             | 2月                                                             | 3月                                                             | 4月                                                             | 5月                                                             | 6月                                                             | 7月                                                             | 8月                                                             | 9月                                                             | 10月                                                            | 11月                                                            | 12月                                                            | 年                                                              |
| --------------------------------------------------------------- | --------------------------------------------------------------- | --------------------------------------------------------------- | --------------------------------------------------------------- | --------------------------------------------------------------- | --------------------------------------------------------------- | --------------------------------------------------------------- | --------------------------------------------------------------- | --------------------------------------------------------------- | --------------------------------------------------------------- | --------------------------------------------------------------- | --------------------------------------------------------------- | --------------------------------------------------------------- | --------------------------------------------------------------- |
| 最高気温記録 °C （°F）                                          | 27.6 (81.7)                                                     | 28.0 (82.4)                                                     | 29.7 (85.5)                                                     | 31.2 (88.2)                                                     | 33.1 (91.6)                                                     | 34.6 (94.3)                                                     | 35.9 (96.6)                                                     | 35.0 (95)                                                       | 34.3 (93.7)                                                     | 33.1 (91.6)                                                     | 31.2 (88.2)                                                     | 29.4 (84.9)                                                     | 35.9 (96.6)                                                     |
| 平均最高気温 °C （°F）                                          | 20.9 (69.6)                                                     | 21.6 (70.9)                                                     | 23.1 (73.6)                                                     | 25.5 (77.9)                                                     | 28.3 (82.9)                                                     | 30.5 (86.9)                                                     | 32.1 (89.8)                                                     | 31.5 (88.7)                                                     | 30.3 (86.5)                                                     | 27.8 (82)                                                       | 25.5 (77.9)                                                     | 22.4 (72.3)                                                     | 26.6 (79.9)                                                     |
| 日平均気温 °C （°F）                                            | 18.5 (65.3)                                                     | 19.0 (66.2)                                                     | 20.2 (68.4)                                                     | 22.8 (73)                                                       | 25.5 (77.9)                                                     | 27.8 (82)                                                       | 28.9 (84)                                                       | 28.5 (83.3)                                                     | 27.6 (81.7)                                                     | 25.4 (77.7)                                                     | 23.1 (73.6)                                                     | 20.0 (68)                                                       | 23.9 (75)                                                       |
| 平均最低気温 °C （°F）                                          | 16.4 (61.5)                                                     | 16.7 (62.1)                                                     | 17.7 (63.9)                                                     | 20.3 (68.5)                                                     | 23.1 (73.6)                                                     | 25.8 (78.4)                                                     | 26.5 (79.7)                                                     | 26.1 (79)                                                       | 25.2 (77.4)                                                     | 23.4 (74.1)                                                     | 21.0 (69.8)                                                     | 17.9 (64.2)                                                     | 21.7 (71.1)                                                     |
| 最低気温記録 °C （°F）                                          | 6.7 (44.1)                                                      | 8.3 (46.9)                                                      | 7.5 (45.5)                                                      | 10.4 (50.7)                                                     | 14.0 (57.2)                                                     | 16.1 (61)                                                       | 21.0 (69.8)                                                     | 21.6 (70.9)                                                     | 17.8 (64)                                                       | 14.0 (57.2)                                                     | 11.0 (51.8)                                                     | 8.9 (48)                                                        | 6.7 (44.1)                                                      |
| 降水量 mm （inch）                                              | 162.9 (6.413)                                                   | 146.6 (5.772)                                                   | 147.3 (5.799)                                                   | 157.3 (6.193)                                                   | 175.6 (6.913)                                                   | 186.3 (7.335)                                                   | 128.8 (5.071)                                                   | 282.0 (11.102)                                                  | 270.8 (10.661)                                                  | 213.1 (8.39)                                                    | 192.3 (7.571)                                                   | 176.9 (6.965)                                                   | 2,240 (88.189)                                                  |
| 平均降水日数 （≥0.5 mm）                                        | 16.5                                                            | 13.7                                                            | 14.0                                                            | 11.6                                                            | 11.7                                                            | 11.2                                                            | 10.4                                                            | 13.7                                                            | 13.9                                                            | 12.7                                                            | 14.2                                                            | 15.6                                                            | 159.2                                                           |
| % 湿度                                                          | 73                                                              | 77                                                              | 77                                                              | 78                                                              | 81                                                              | 82                                                              | 81                                                              | 83                                                              | 80                                                              | 75                                                              | 77                                                              | 75                                                              | 78                                                              |
| 平均月間日照時間                                                | 71.8                                                            | 82.9                                                            | 107.1                                                           | 124.3                                                           | 165.8                                                           | 203.7                                                           | 256.2                                                           | 218.8                                                           | 184.5                                                           | 139.1                                                           | 97.1                                                            | 70.7                                                            | 1,721.9                                                         |
| 出典：気象庁 (平均値：1991年-2020年、極値：1954年-現在)         |                                                                 |                                                                 |                                                                 |                                                                 |                                                                 |                                                                 |                                                                 |                                                                 |                                                                 |                                                                 |                                                                 |                                                                 |                                                                 |

- 大原
  - 最寒月平均気温18.3℃（1月）
  - 乾燥限界618 mm＜年平均降水量2024.8 mm＞
  - 最少雨月降水量115.1 mm（3月）

| 大原（1991年 - 2020年）の気候      | 大原（1991年 - 2020年）の気候 | 大原（1991年 - 2020年）の気候 | 大原（1991年 - 2020年）の気候 | 大原（1991年 - 2020年）の気候 | 大原（1991年 - 2020年）の気候 | 大原（1991年 - 2020年）の気候 | 大原（1991年 - 2020年）の気候 | 大原（1991年 - 2020年）の気候 | 大原（1991年 - 2020年）の気候 | 大原（1991年 - 2020年）の気候 | 大原（1991年 - 2020年）の気候 | 大原（1991年 - 2020年）の気候 | 大原（1991年 - 2020年）の気候 |
| 月                                 | 1月                           | 2月                           | 3月                           | 4月                           | 5月                           | 6月                           | 7月                           | 8月                           | 9月                           | 10月                          | 11月                          | 12月                          | 年                            |
| ---------------------------------- | ----------------------------- | ----------------------------- | ----------------------------- | ----------------------------- | ----------------------------- | ----------------------------- | ----------------------------- | ----------------------------- | ----------------------------- | ----------------------------- | ----------------------------- | ----------------------------- | ----------------------------- |
| 最高気温記録 °C （°F）             | 27.0 (80.6)                   | 28.5 (83.3)                   | 29.8 (85.6)                   | 32.2 (90)                     | 33.9 (93)                     | 35.3 (95.5)                   | 35.7 (96.3)                   | 35.0 (95)                     | 35.3 (95.5)                   | 32.7 (90.9)                   | 30.7 (87.3)                   | 28.4 (83.1)                   | 35.7 (96.3)                   |
| 平均最高気温 °C （°F）             | 21.1 (70)                     | 21.8 (71.2)                   | 23.6 (74.5)                   | 26.0 (78.8)                   | 28.6 (83.5)                   | 31.0 (87.8)                   | 32.2 (90)                     | 32.0 (89.6)                   | 30.7 (87.3)                   | 28.4 (83.1)                   | 25.8 (78.4)                   | 22.6 (72.7)                   | 27.0 (80.6)                   |
| 日平均気温 °C （°F）               | 18.3 (64.9)                   | 18.8 (65.8)                   | 20.4 (68.7)                   | 22.9 (73.2)                   | 25.4 (77.7)                   | 27.9 (82.2)                   | 29.0 (84.2)                   | 28.6 (83.5)                   | 27.3 (81.1)                   | 25.3 (77.5)                   | 22.9 (73.2)                   | 19.9 (67.8)                   | 23.9 (75)                     |
| 平均最低気温 °C （°F）             | 15.8 (60.4)                   | 16.3 (61.3)                   | 17.7 (63.9)                   | 20.3 (68.5)                   | 22.8 (73)                     | 25.7 (78.3)                   | 26.5 (79.7)                   | 26.1 (79)                     | 24.7 (76.5)                   | 22.9 (73.2)                   | 20.7 (69.3)                   | 17.5 (63.5)                   | 21.4 (70.5)                   |
| 最低気温記録 °C （°F）             | 7.3 (45.1)                    | 8.0 (46.4)                    | 8.5 (47.3)                    | 11.7 (53.1)                   | 15.7 (60.3)                   | 16.4 (61.5)                   | 22.3 (72.1)                   | 21.8 (71.2)                   | 18.8 (65.8)                   | 15.2 (59.4)                   | 11.0 (51.8)                   | 8.1 (46.6)                    | 7.3 (45.1)                    |
| 降水量 mm （inch）                 | 151.3 (5.957)                 | 120.1 (4.728)                 | 115.1 (4.531)                 | 131.5 (5.177)                 | 169.6 (6.677)                 | 183.9 (7.24)                  | 130.8 (5.15)                  | 244.1 (9.61)                  | 265.2 (10.441)                | 202.6 (7.976)                 | 158.0 (6.22)                  | 152.8 (6.016)                 | 2,024.8 (79.717)              |
| 平均降水日数 （≥1.0 mm）           | 14.8                          | 11.9                          | 10.9                          | 9.6                           | 10.5                          | 9.8                           | 10.4                          | 12.3                          | 12.8                          | 12.1                          | 12.8                          | 14.2                          | 142.1                         |
| 平均月間日照時間                   | 85.4                          | 89.7                          | 112.3                         | 119.8                         | 151.1                         | 194.5                         | 244.4                         | 223.8                         | 183.9                         | 163.7                         | 117.7                         | 92.0                          | 1,777.1                       |
| 出典1：Japan Meteorological Agency |                               |                               |                               |                               |                               |                               |                               |                               |                               |                               |                               |                               |                               |
| 出典2：気象庁                      |                               |                               |                               |                               |                               |                               |                               |                               |                               |                               |                               |                               |                               |

### 河川
- 浦内川
- 仲間川
- 仲良川
- 美田良川
- アラバラ川
- 与那田川
- マーレ川
- ピナイ川
- 西田川

- ナダラ川
- クーラ川
- ゲーダ川
- 大見謝川
- ヨシケラ川
- ユチン川
- ホーラ川
- ホネラ川
- 相良川

- 与那良川
- 後良川
- 前良川
- 後港川
- ヒドリ川
- クイラ川
- ウダラ川
- アヤンダ川

### 生物相

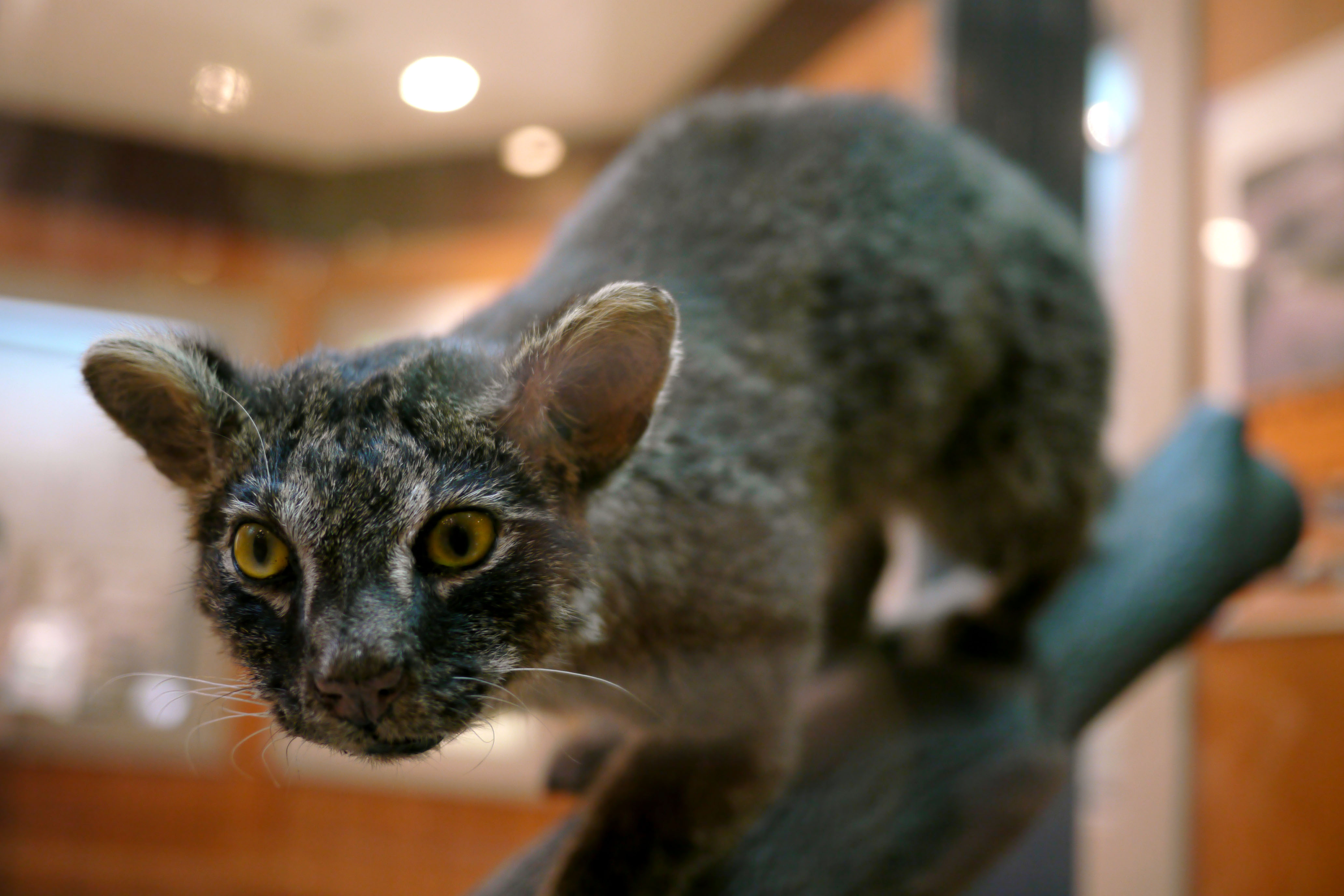
イリオモテヤマネコのはく製（西表野生生物保護センター）

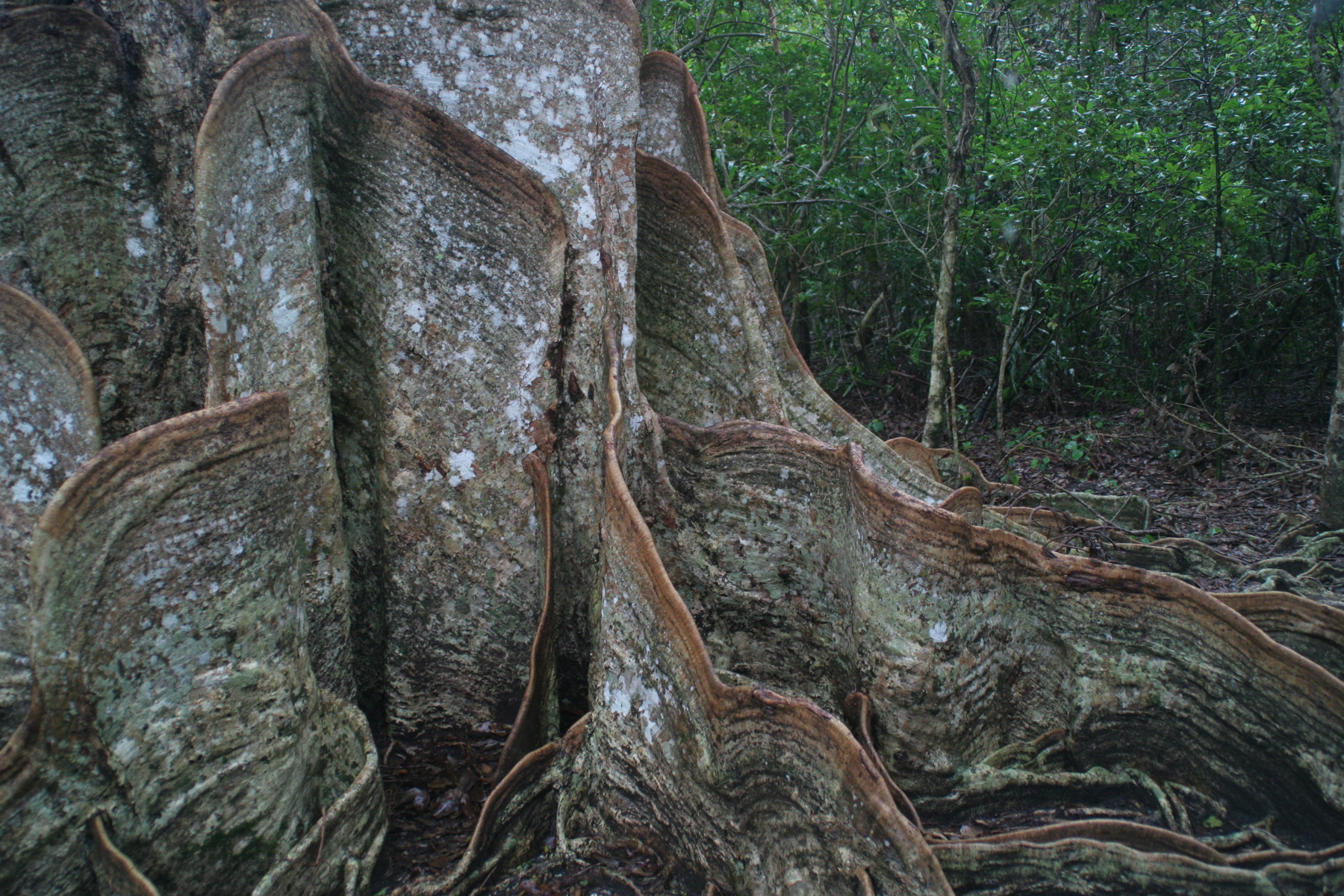
サキシマスオウノキ 仲間川上流に成育する樹齢400年、樹高約20mにおよぶ日本最大の個体。

生物地理区上東洋区に属する。
ほぼ全域が西表石垣国立公園の公園区域に指定されており、そのうち浦内川源流部、仲間川源流部及び高古見岳・御座岳一帯（4,624ヘクタール）が特別保護地区である。また、イリオモテヤマネコやヨナクニカラスバト等の希少な野生鳥獣の保全を目的として、島の森林地域のうち約3,841ヘクタールが国指定西表鳥獣保護区（希少鳥獣生息地）に指定されており、そのうち2,306ヘクタールが特別保護地区である。
島の面積のうち、90%は亜熱帯の自然林で覆われており、また、約8割は国有林である。山奥から流れ出す浦内川は、下流の汽水域では広大なマングローブ林を形成する。その他にも海岸線の河口や内湾には多くの場所でマングローブ林が発達する。日本産のマングローブ植物7種がすべて分布するのは西表島だけである。発達した板根を持つサキシマスオウノキも分布し、前良川河口にある古見のサキシマスオウノキ群落は天然記念物に指定されている。内陸はイタジイやウラジロガシを中心とする森林に覆われている。熱帯系の生物が多く、熱帯域の植物でミミモチシダ、ニッパヤシなどはこの島が北限になっている。
太古の海進期にも完全に水没することなく、結果として島の生物群は独特の生態系を維持したまま現在に到る。特別天然記念物のカンムリワシ、イリオモテヤマネコ、天然記念物のセマルハコガメ、キシノウエトカゲ、キノボリトカゲ、サキシマハブなど、珍しい動植物の宝庫である。イリオモテヤマネコのように西表島固有のものもあるが、多くは石垣島などにも分布する八重山諸島に固有の動植物である。
イリオモテの名を持つ生物には、以下のようなものがある。
- 植物：イリオモテウロコゼニゴケ（蘚苔類）、イリオモテシャミセンヅル（フサシダ科）、イリオモテニシキソウ（トウダイグサ科）、イリオモテスミレ（スミレ科）、イリオモテヒイラギ（ヤエヤマヒイラギ）（モクセイ科）、イリオモテソウ（アカネ科）、イリオモテアザミ（キク科）、イリオモテクマタケラン（ショウガ科）、イリオモテトンボ・イリオモテヒメラン・イリオモテムヨウラン・イリオモテラン（ラン科）
- 動物：イリオモテヤマネコ、イリオモテコキクガシラコウモリ、イリオモテナンキングモ、イリオモテヒメグモモドキ、イリオモテエグリツトガ、イリオモテアオシャチホコ、イリオモテボタル、イリオモテトラカミキリ、イリオモテモリバッタ
- 菌類：イリオモテハナセミタケ、イリオモテセミタケ

西表島にのみ分布する固有種（亜種・変種を含む）には以下のようなものがある。
- 植物：エクボサイシン・モノドラカンアオイ・ヤエヤマカンアオイ（ウマノスズクサ科）、ヤエヤマヒメウツギ（ユキノシタ科）、ヤエヤマヒイラギ（イリオモテヒイラギ）（モクセイ科）、イリオモテガヤ（イネ科）、ヤエヤマスケロクラン・イリオモテトンボソウ（ラン科）
- 動物：イリオモテヤマネコ、ショキタテナガエビ、イリオモテヌマエビ、カッショクサワガニ、イリオモテミナミヤンマ、ヤエヤマハナダカトンボ

島では、稀に観光客などにスピロヘータによるレプトスピラ症の発生が見られる。2023年の発生例では、川でカヌーをした10代の男性5人のうち4人が感染しており、川の水を飲んだとことが原因と見られている。琉球大学の研究チームは、土壌培養と環境DNA分析から病原性レプトスピラへの研究を行い、宿主動物をイノシシやクマネズミ類と推定している。

## 歴史

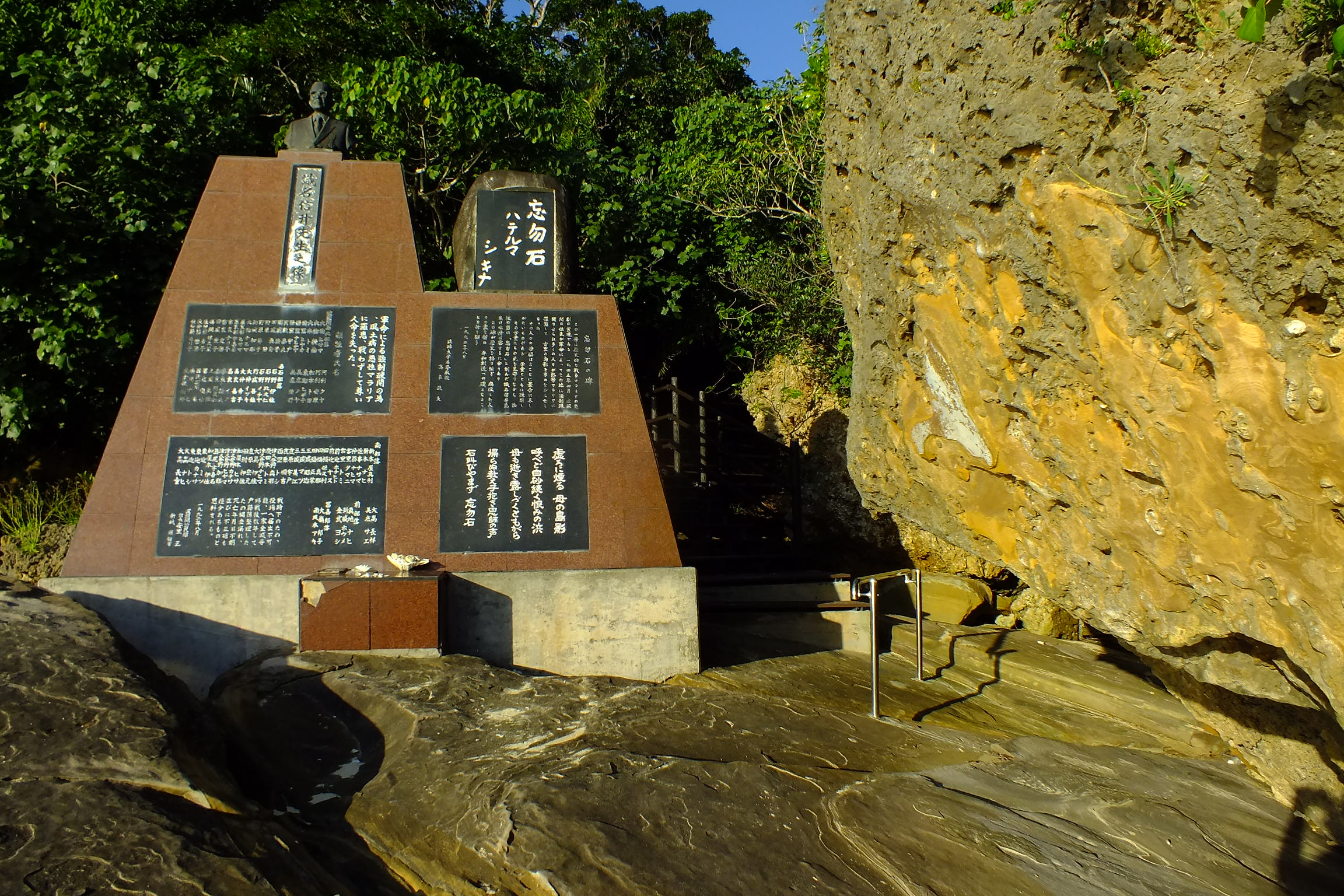
波照間島からの集団疎開先の南風見田の浜に建つ「忘勿石之碑」。右脇の岩盤には波照間国民学校校長の識名信升が刻んだ「忘勿石 ハテルマ シキナ」の文字がある。

マラリア発生地であったため、定住が困難であり、東部の古見や西部の祖納集落といった例外を除き、古くからの集落はごく少ない。古見は古見間切の主邑で、1678年には造船所が置かれ、明和年間（1764年 - 1772年）には一時800人を数えるほど栄えたという。しかし、1771年の八重山地震（明和の大津波）やマラリアの流行のために人口が激減して、古見を含む多くの集落が衰微し、廃村に至ったものもあった。また、琉球王朝時代には、18世紀前半の蔡温の施政期を中心に、八重山地方におけるマラリアの実情を解さない琉球王府により、幾度も波照間島や黒島、新城島からの強制移民が行なわれたが、ほとんど失敗している。
低島で水稲栽培に適さない竹富島では、人頭税期（1637年 - 1902年）から本土復帰頃まで、稲作が可能な西表島まで船で通って水田を作り、マラリアのない由布島に田小屋を構えて寝泊まりする通耕が行われた。
1886年（明治19年）、三井物産会社は炭鉱採掘の許可を受け、坑夫200余名に採掘させたが、3年間で100余名の死者を出し、残り過半もマラリアに罹患したため、1889年（明治22年）に事業を休止した。1893年（明治26年）笹森儀助が西表島を探検する。
その後も開発は進まず、人口希薄の状態が続いた（1919年（大正8年）頃の総人口2,889人）。大正末期から昭和初期にかけて、北部内離地区に西表炭坑が開かれ、一時はかなり発展したが、第二次世界大戦中に次第に衰退した。
第二次世界大戦末期に、波照間島等の住民が強制的に西表島への集団疎開を命じられ、多くの住民がマラリアにかかり死亡した。これを戦争マラリアとよんでいる。
以上のようにマラリアの蔓延等により開発が遅れたことで、結果として豊かな自然が残ることになった。なお、八重山列島のマラリアは1961年に根絶された。

## 地域
島内に存在する地域と集落（廃村を含む）は以下の通りである。かつては集落ごとに小字が存在したが現在は廃止されており、番地表示が実施されている。

### 東部地区
- 南風見（はいみ）
  - 豊原

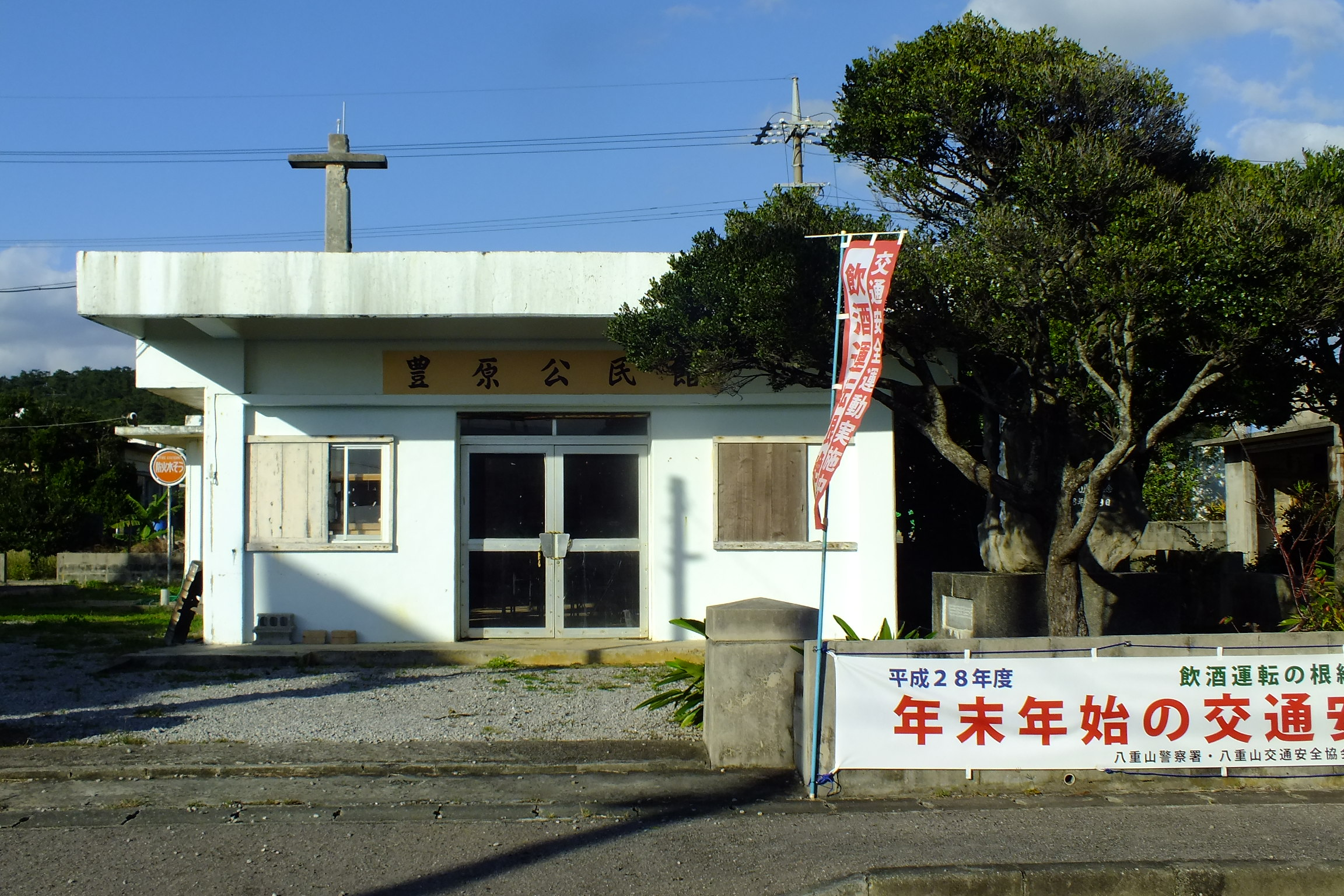
豊原公民館

  - 大原 - 八重山では珍しい日本式の大原神社がある
  - 仲間村（明治時代に廃村）
  - 南風見村（明治時代に廃村）
- 南風見仲（はいみなか）
  - 大富
- 古見（こみ）
  - 古見
  - 美原
  - 由布（由布島、1971年廃村）[注 4]
- 高那（たかな）

### 西部地区
- 上原（うえはら） - 鳩離島・アトゥク島を含む。
  - 船浦
  - 上原
  - 中野
  - 住吉
  - 浦内
  - 稲葉（1969年に廃村）

| - 西表（いりおもて） - 内離島・外離島を含む。 - 干立 - 祖納 - 白浜 - 船浮 - 成屋（内離島、1920年に廃村） - 崎山（さきやま） - 仲の神島を含む。 - 網取（1971年に廃村、現在は東海大学の研究施設関係者のみが常駐） - 崎山（1948年に廃村） - 鹿川（1901年に廃村） |

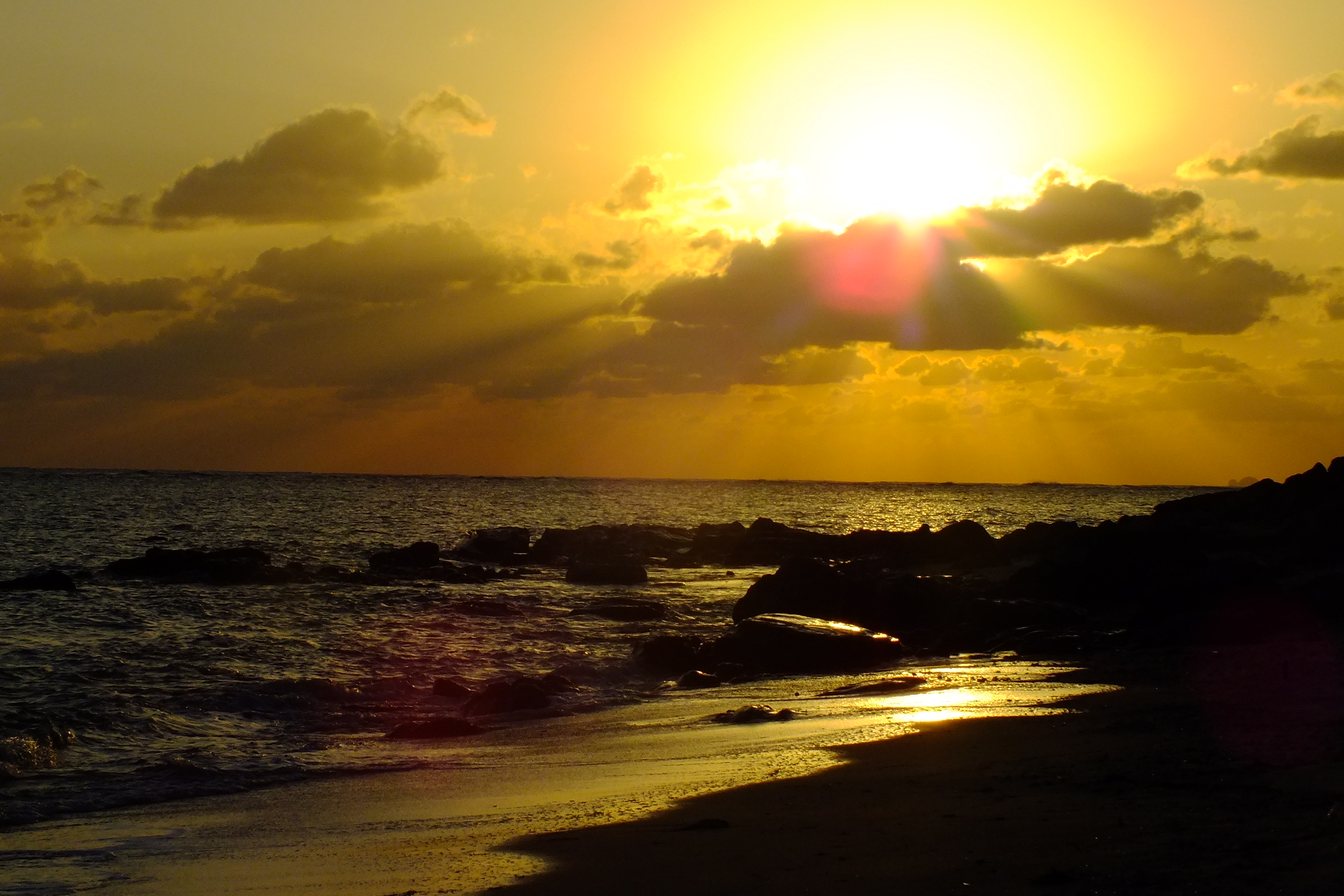
南風見にある南風見田浜
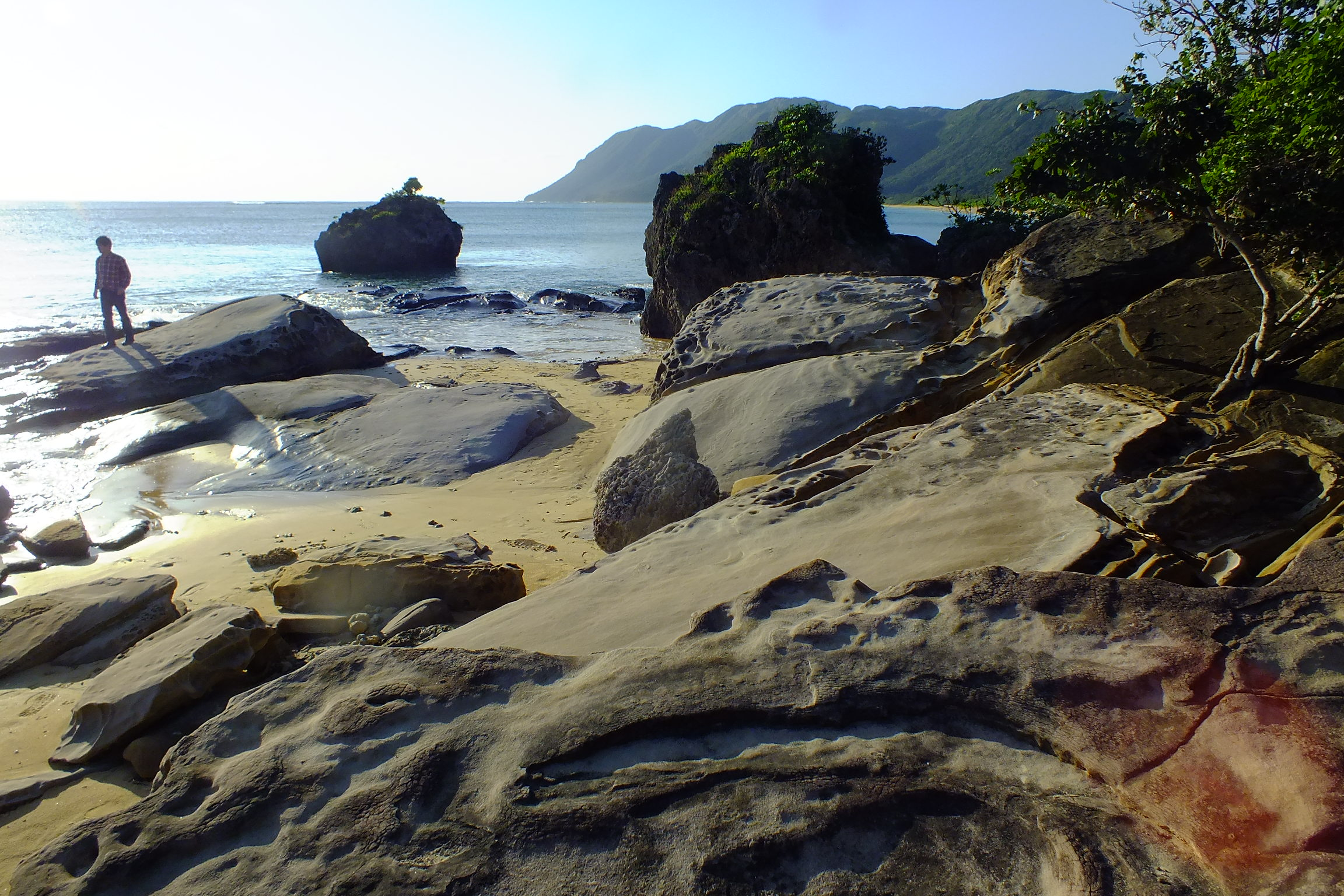
南風見の忘勿石前の海岸
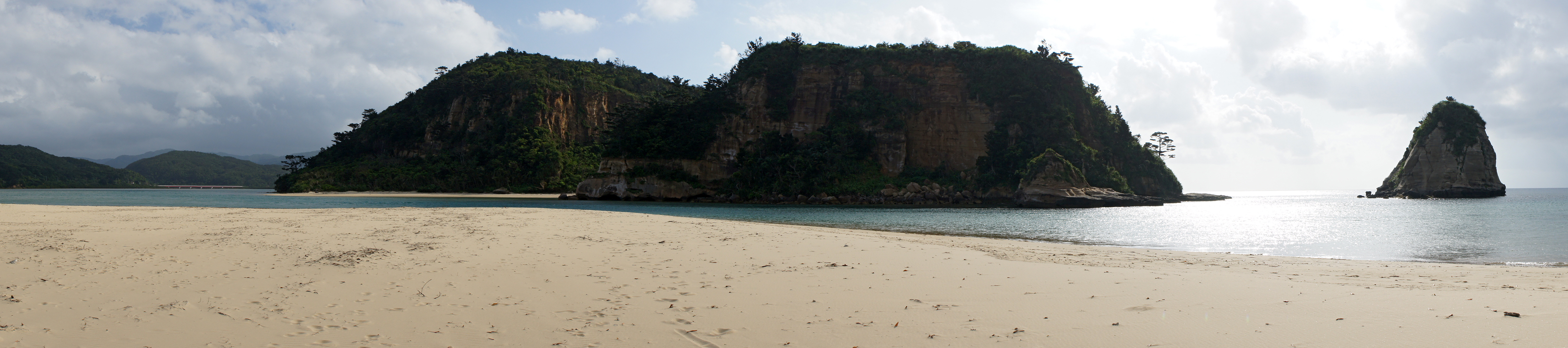
アトゥク島
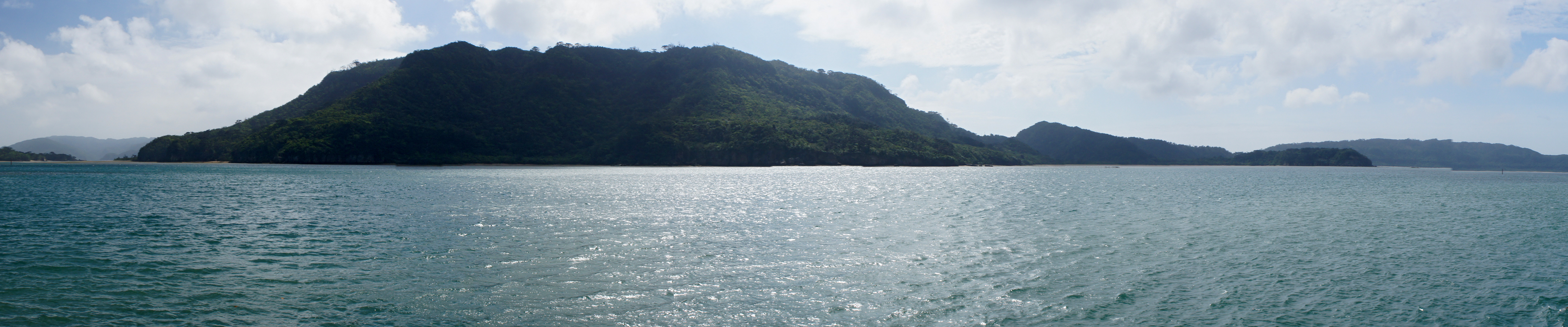
内離島・外離島
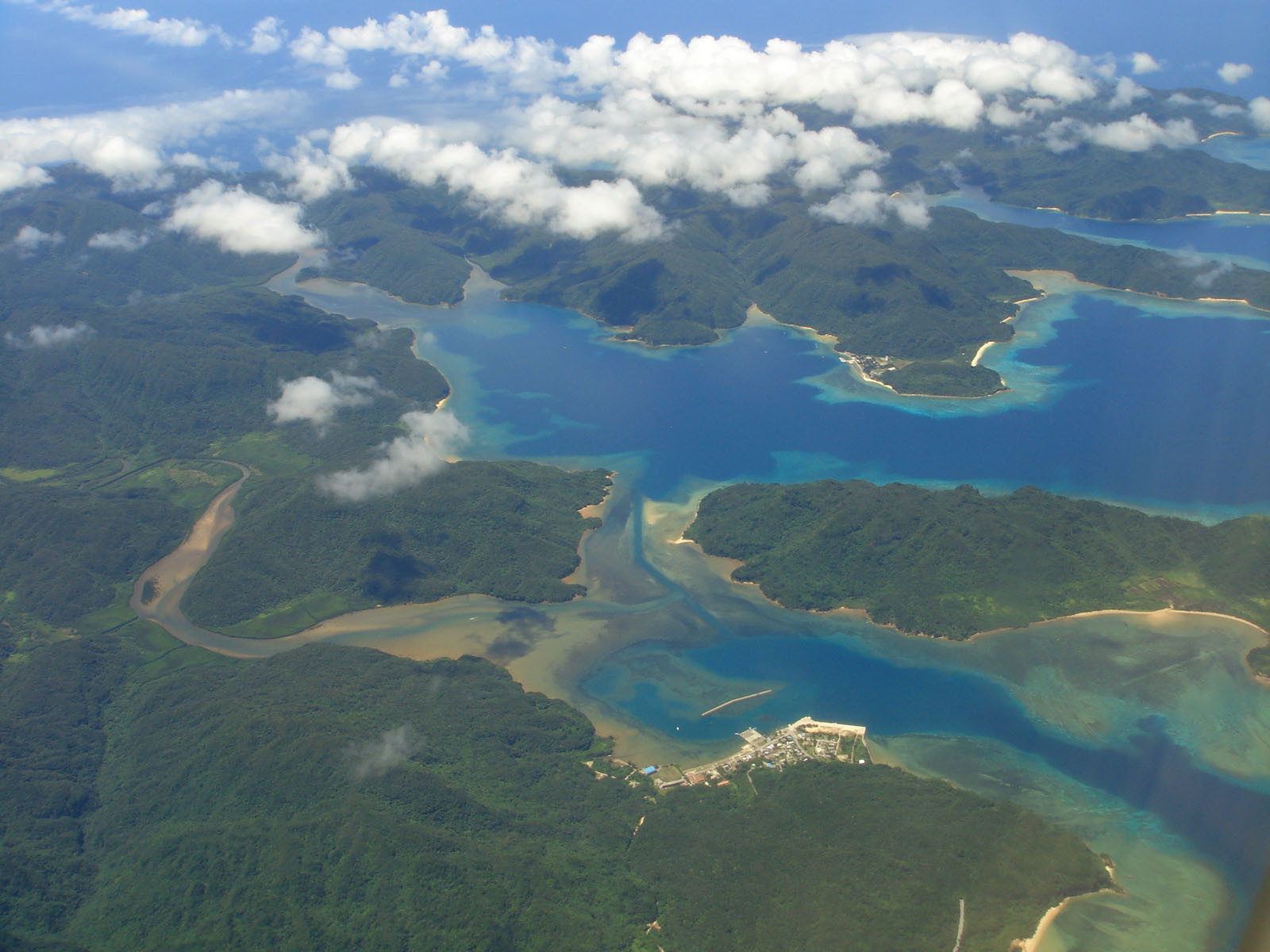
船浮

## 産業
主要な産業は、サトウキビやパイナップル栽培などの第1次産業（農業）と観光関連の宿泊施設や飲食店などの第3次産業である。

### 観光

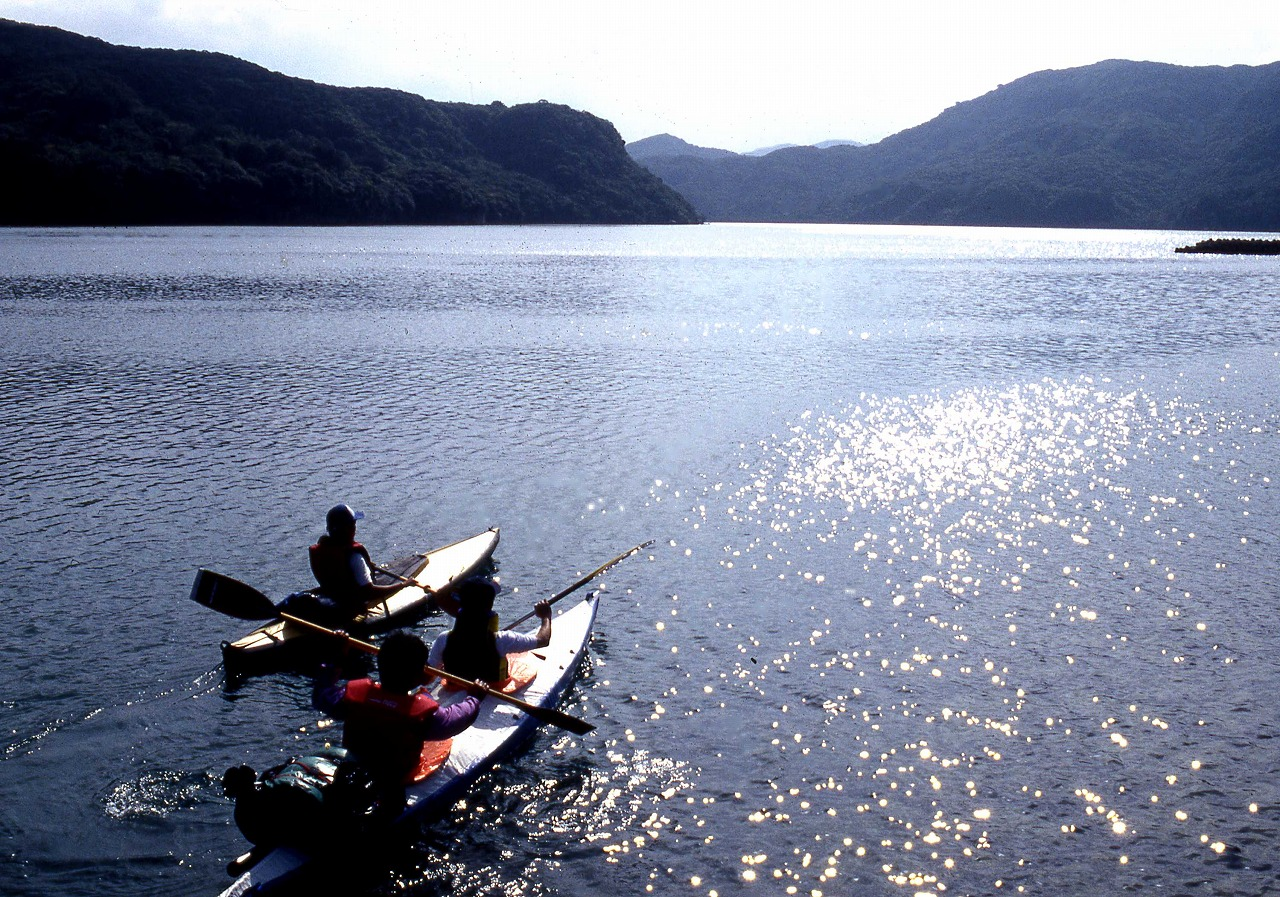
離島へのシーカヤッキング（白浜港）

西表島は、ミシュラン・グリーンガイドジャポンで二つ星の評価を得ている。
浦内川、仲間川のほか、数多くの河川でのカヤッキング、海洋でのシュノーケリング、スキューバダイビングなどのアウトドアアクティビティが盛んで、多くの観光業者がツアーを企画している。また、西表島の特有な自然環境を対象とした「エコツアー」が人気である。しかし、ごみの処分や下水道設備の増設が不十分で、急激な観光客数の増加に対応できないという問題も指摘されている。
西表島への入域観光客は2007年（平成19年）の405,646人をピークに減少している。2011年（平成23年）に254,011人で底を打ち、その後は増加基調ではあるものの、2016年（平成28年）でも329,917人とピーク時に及ばない。また、観光客の多くは依然として、石垣島からのツアーの団体客に代表される日帰りの通過型マスツーリズムであり、個人客についても日帰りの割合が増加している。近年の統計はないものの、宿泊者は入域客の1-2割程度にとどまると推定されている。

#### 西表島リゾート開発差止訴訟
上原地区のトゥドゥマリの浜でのリゾート（ホテル ニラカナイ 西表島）開発計画に関連し、住民や島外有志が開発業者のユニマット不動産に対して、開発行為の差止を求める訴えを2003年7月14日に那覇地方裁判所に提訴（原告側弁護団長：井口博弁護士）。審理中の2004年7月にホテルが開業したため、原告側は請求を建物撤去及び営業停止に変更したが、一審で住民側の請求は棄却され、二審でも控訴が棄却された。

## 教育
中学校2校、小学校4校、小中併置校2校がある。島内に高校はない。
- 小中併置校
  - 竹富町立西表小中学校 - 竹富町西表869[30]
  - 竹富町立船浮小中学校 - 竹富町船浮2435
- 中学校
  - 竹富町立大原中学校 - 竹富町南風見34
  - 竹富町立船浦中学校 - 竹富町上原870
- 小学校
  - 竹富町立大原小学校 - 竹富町南風見201-2
  - 竹富町立古見小学校 - 竹富町古見88-2
  - 竹富町立上原小学校 - 竹富町上原383
  - 竹富町立白浜小学校 - 竹富町西表1499
- 幼稚園
  - 竹富町立おおはら幼稚園 - 竹富町南風見201-8[31]
  - 竹富町立うえはら幼稚園 - 竹富町上原383

## 文化

### 祭礼
- アカマタ・クロマタ・シロマタ - 古見集落に伝わる祭事。全身を草で包まれ、赤と黒及び白の面を着けた神が山から下りてくる。秘祭であり写真撮影はもちろん録音、スケッチなども一切禁止されている。同様の祭事は小浜島や石垣島の一部地区にも伝わっている。

### 食文化
- カマイ（リュウキュウイノシシ） - 狩猟が解禁される期間が毎年11月15日から翌2月15日と短く、捕獲される頭数も少ないため、島外への流通が少ない。
- ノコギリガザミ - マングローブ林や河口付近に生息する20センチメートルほどの大型のワタリガニの仲間で、茹でる、蒸すなどのほか鍋料理やパスタの具などに使われる。
- 島ダコ - 海水の温度が下がる頃、それまでは深場にいたものが浅瀬に上がってくるところを岩場やサンゴの隙間で捕獲することができる。刺身のほか、多くの料理に使われる[32]。

## 名所・旧跡・観光スポット

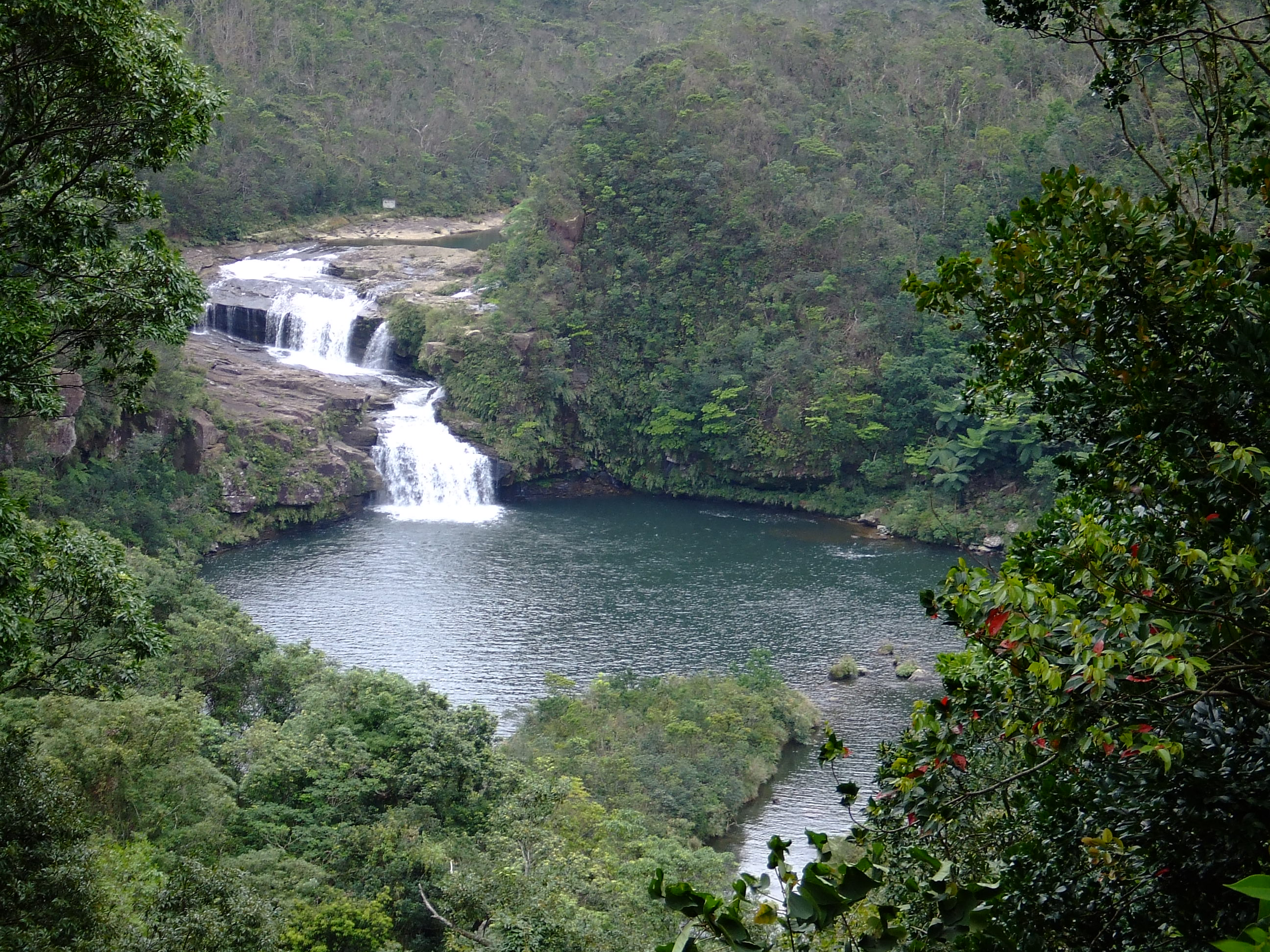
マリユドゥの滝

### 東部地区
- 仲間川
  - 仲間川天然保護区域 - 天然記念物[33]
  - ウブンドルのヤエヤマヤシ群落 - 天然記念物[34]
  - 日本最大のサキシマスオウノキ - 森の巨人たち百選
- 古見のサキスマスオウノキ群落 - 天然記念物[15]
- 後良川
- 由布島 - 水牛車で渡る樹園の島。
- 西表野生生物保護センター
- 西表熱帯林育種技術園

### 西部地区
- 海中道路
- ピナイサーラの滝
- 船浦のニッパヤシ群落 - 天然記念物[35]
- 星砂の浜 - 北西部にある浜。なお、竹富島のカイジ浜も星砂の浜と呼ばれることがある。
- トゥドゥマリの浜（月ヶ浜）
- 浦内川 - マングローブ林・カンピレーの滝・マリユドゥの滝
- 干立天然保護区域 - 天然記念物[36]
- 東経123度45分6.789秒の子午線 - 西部に1から9までの数字が順に並ぶ「東経123度45分6.789秒」の子午線が通っており、祖内や白浜にふれあい館やモニュメントが造られている。
- イダの浜（船浮）

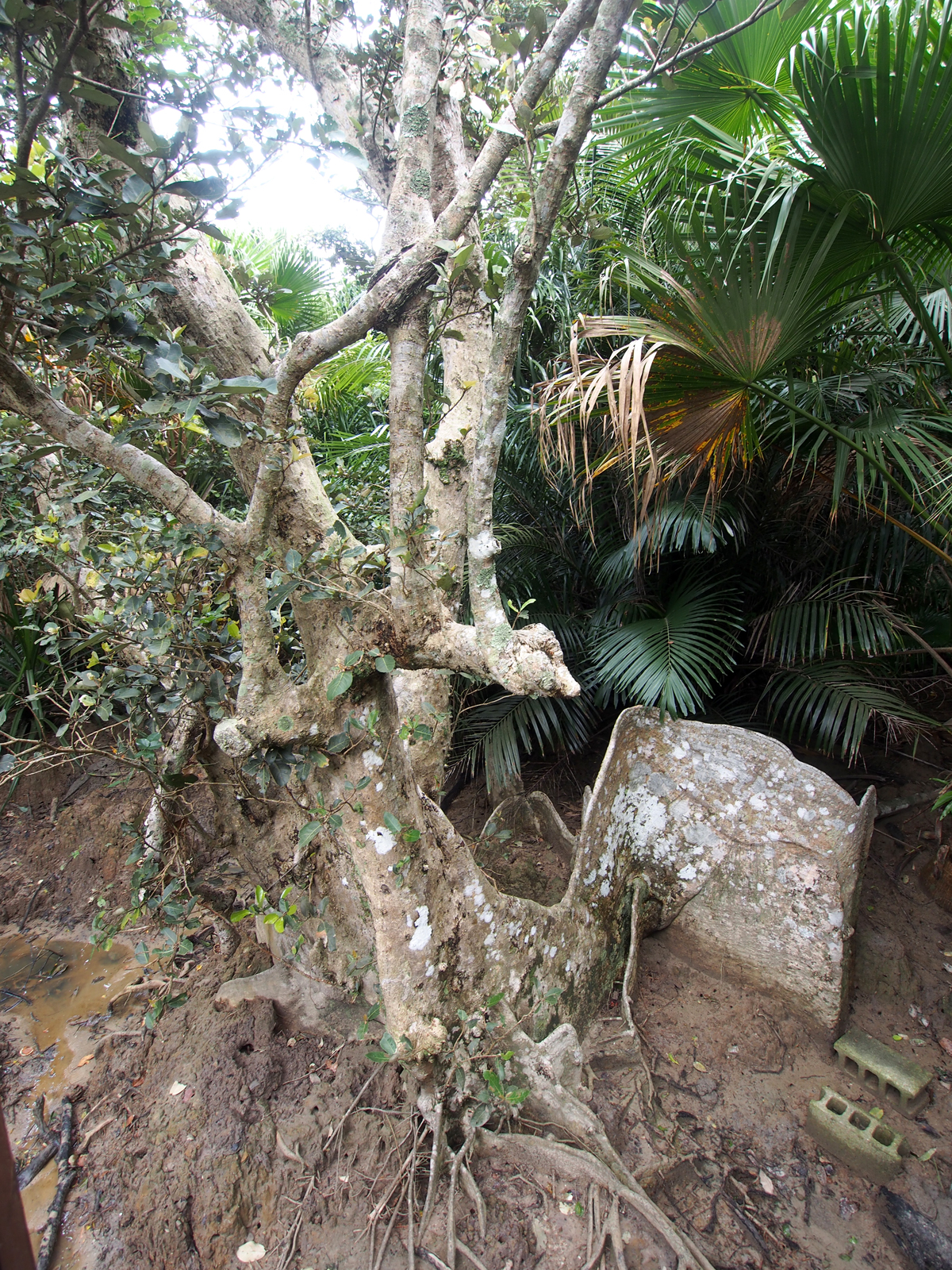
古見のサキスマスオウノキ群落
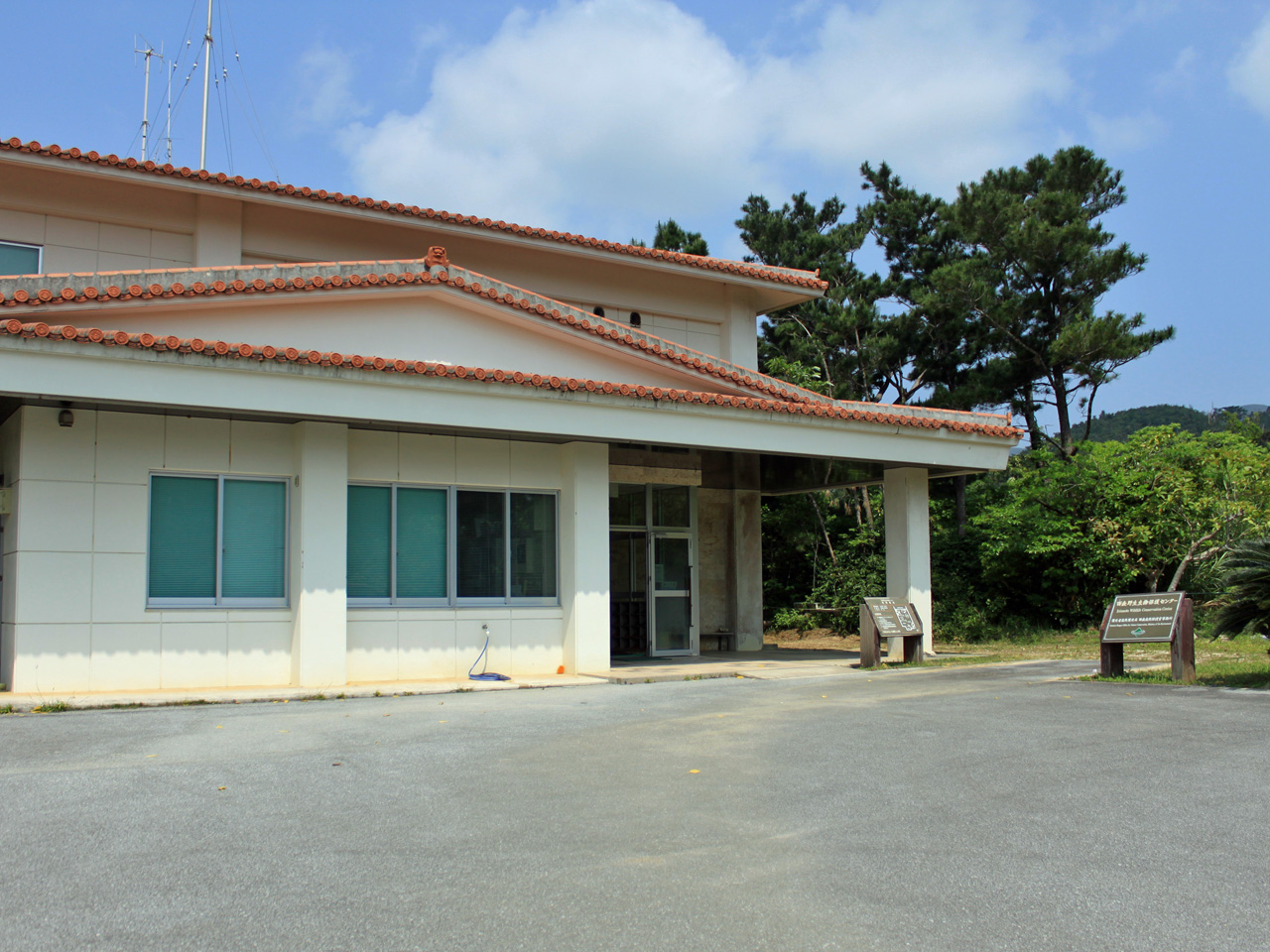
西表野生生物保護センター
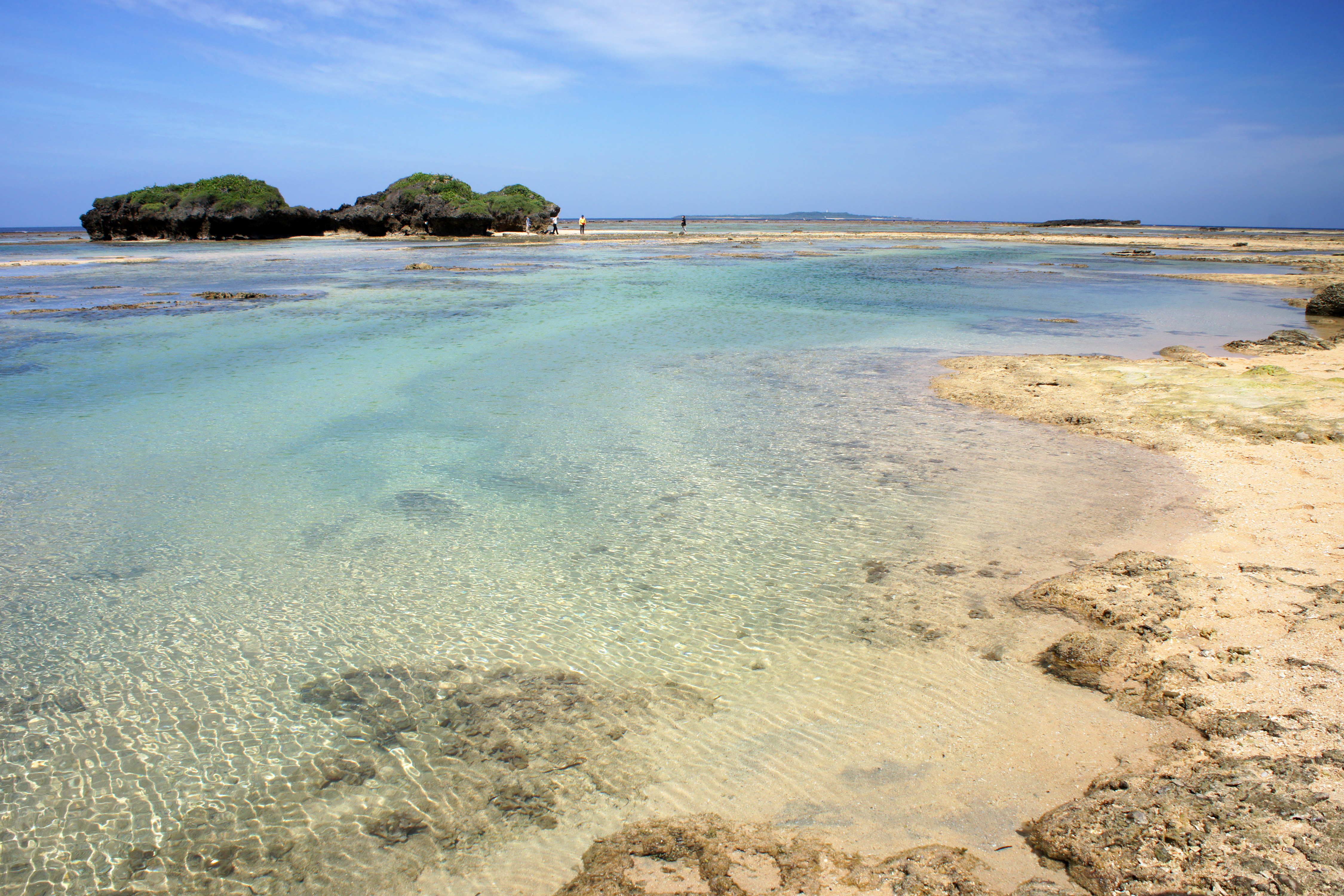
星砂の浜
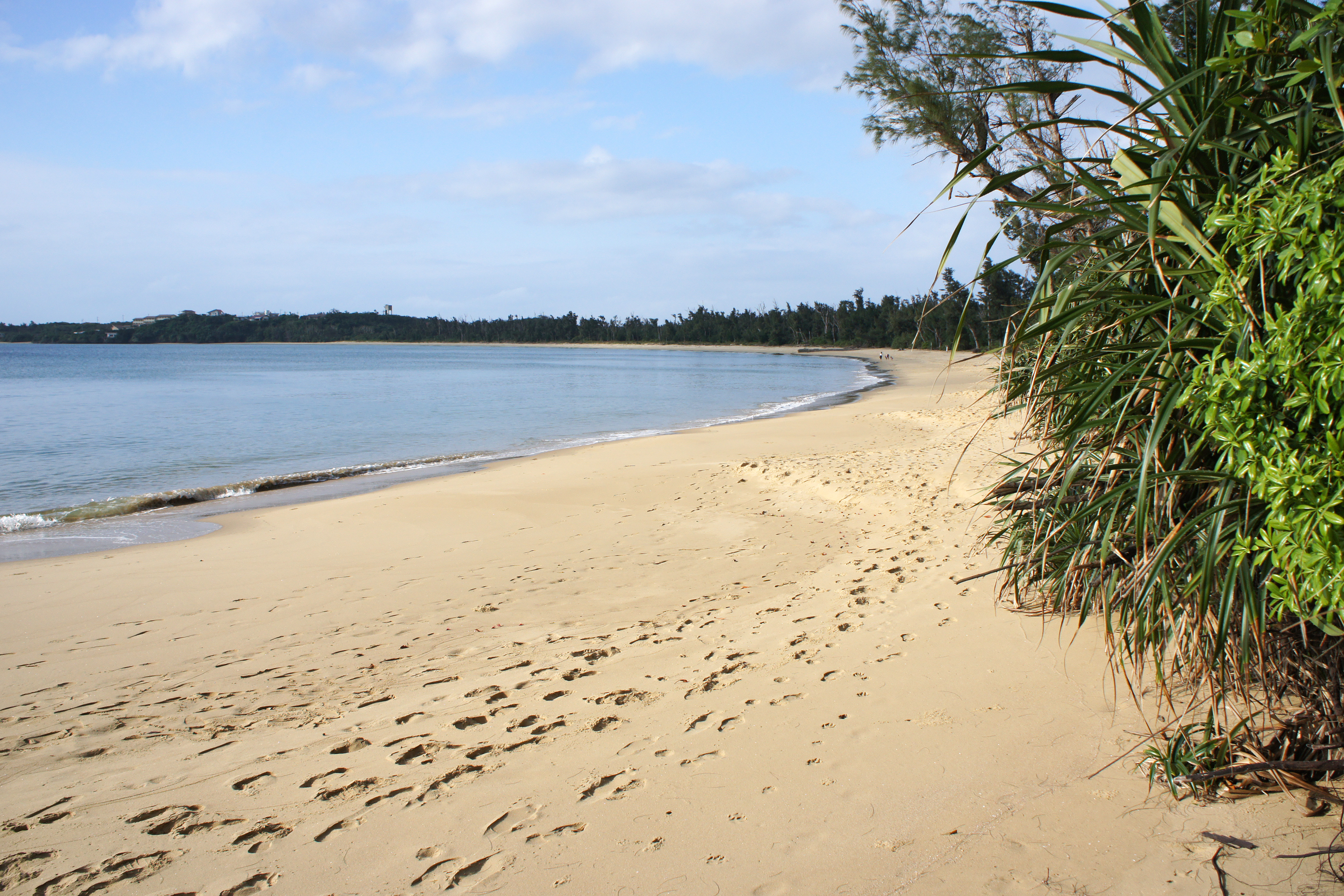
トゥドゥマリの浜
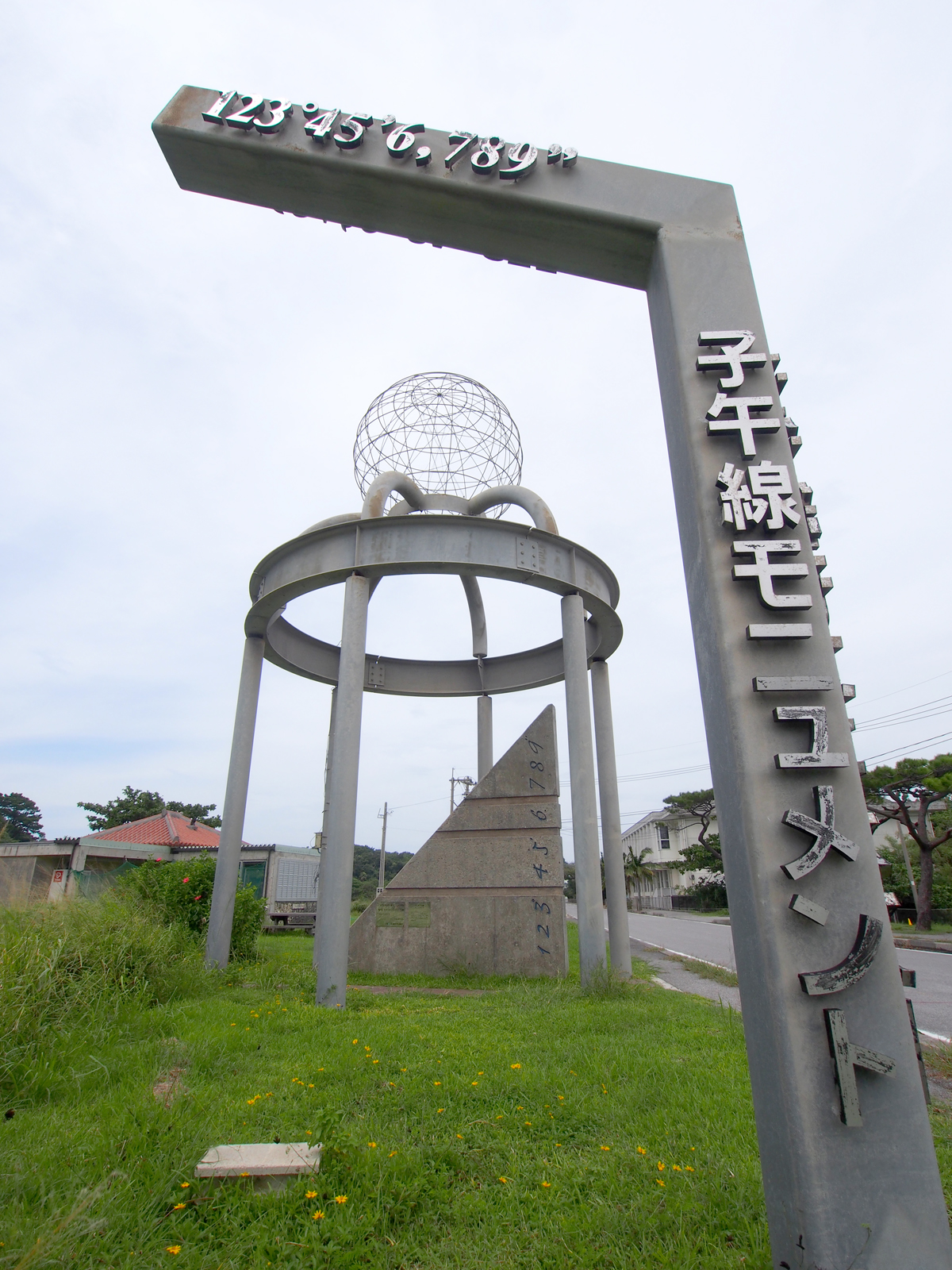
子午線モニュメント（祖内）
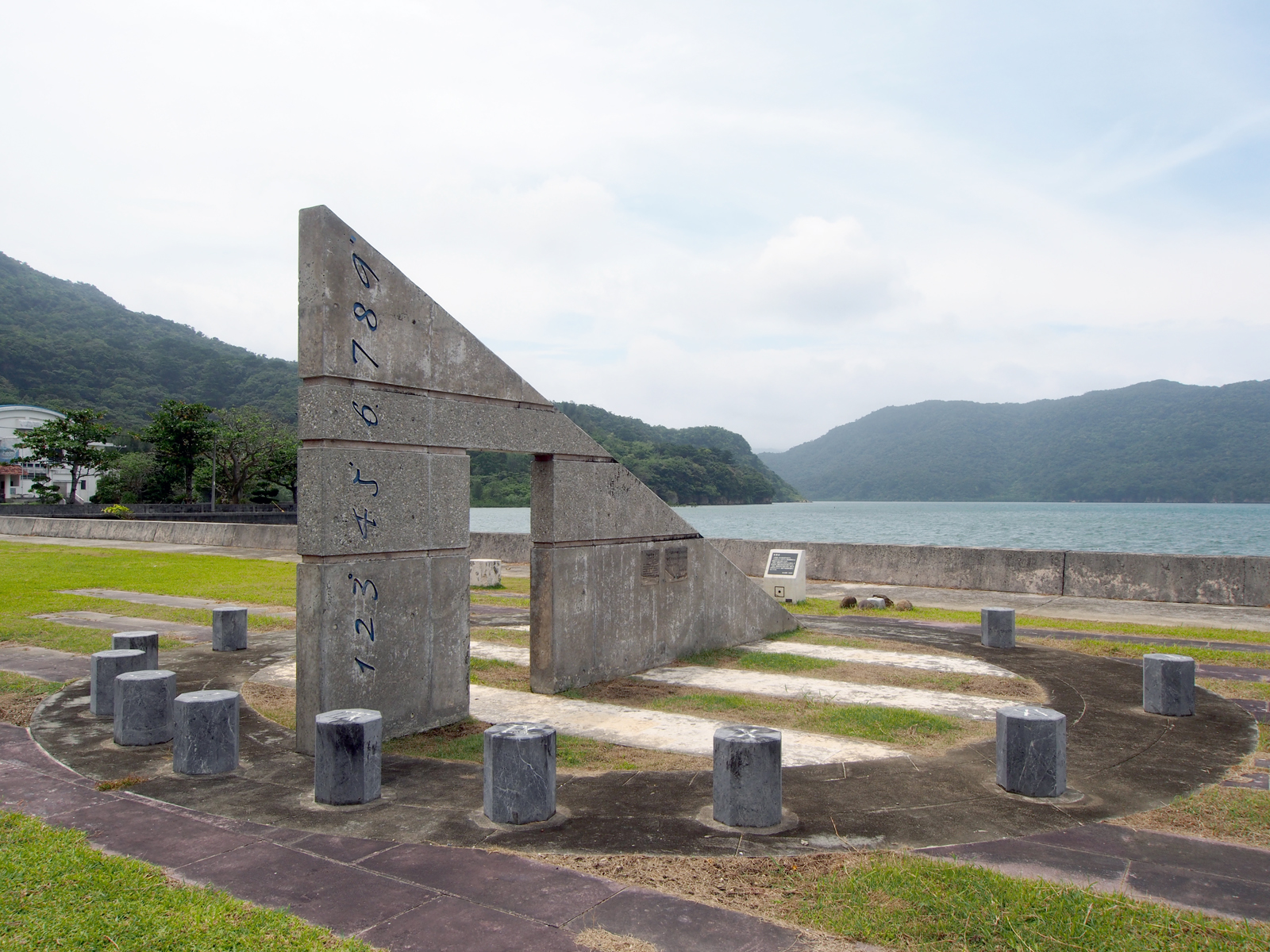
子午線モニュメント（白浜）
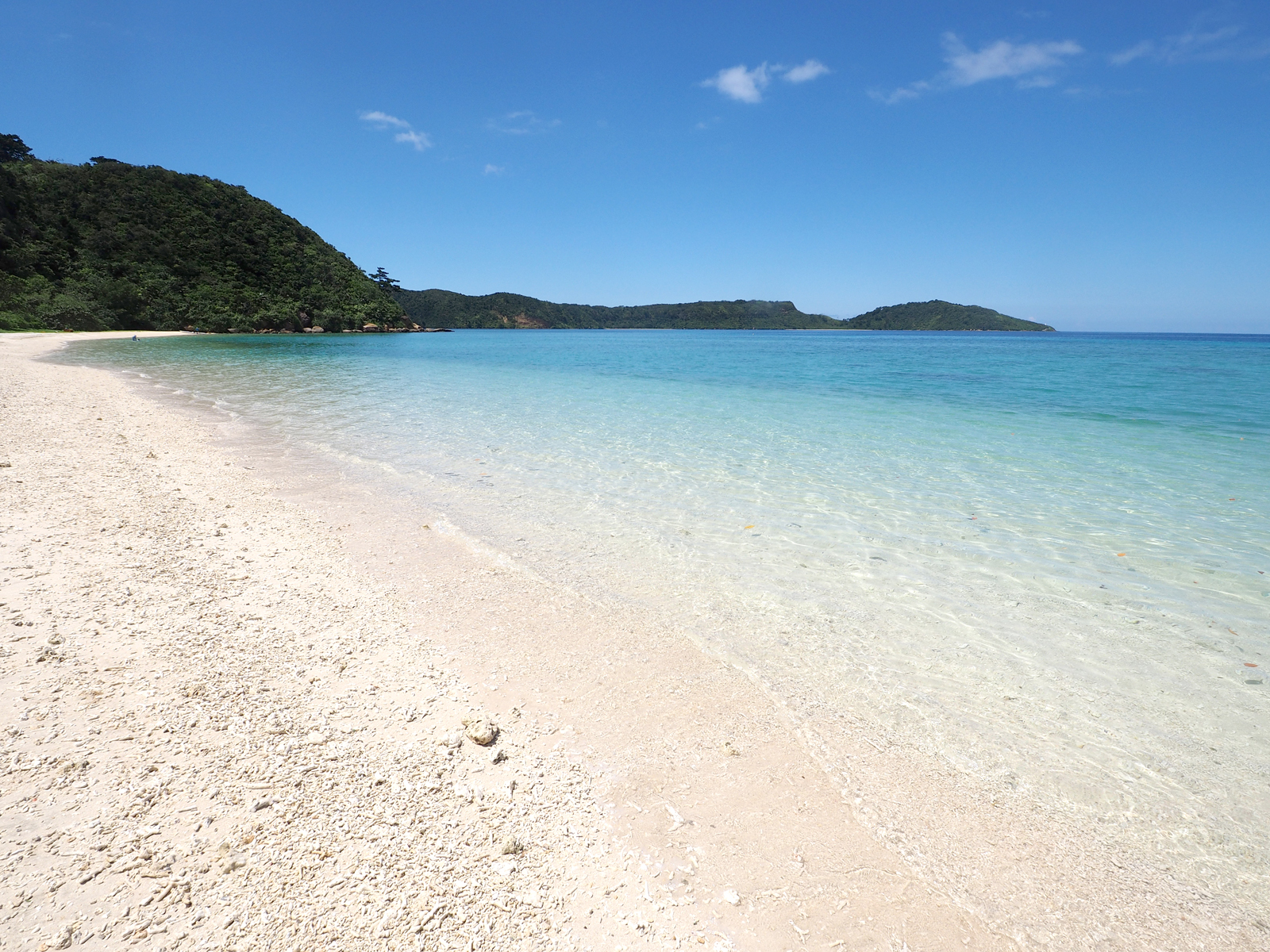
イダの浜

## 交通
空港や鉄道はない。島外との交通は石垣島との間の定期航路が中心である。島内には東海岸沿いに沖縄県道215号が通り、バスの便もあるものの、西部から南部にかけては県道は途切れており、一周できる道路はない。西部にある船浮（ふなうき）集落には道路が通じていないため、島内の他地域との交通手段は白浜港からの船のみである。

### 航路
東部の大原港（仲間港）、北西部の船浦港（上原地区・船浦地区）、西部の白浜港・船浮港の4つの地方港湾がある。

#### 島外との航路
八重山観光フェリー及び安栄観光がそれぞれ旅客船（高速船）及び貨客船（カーフェリー）を運航している。

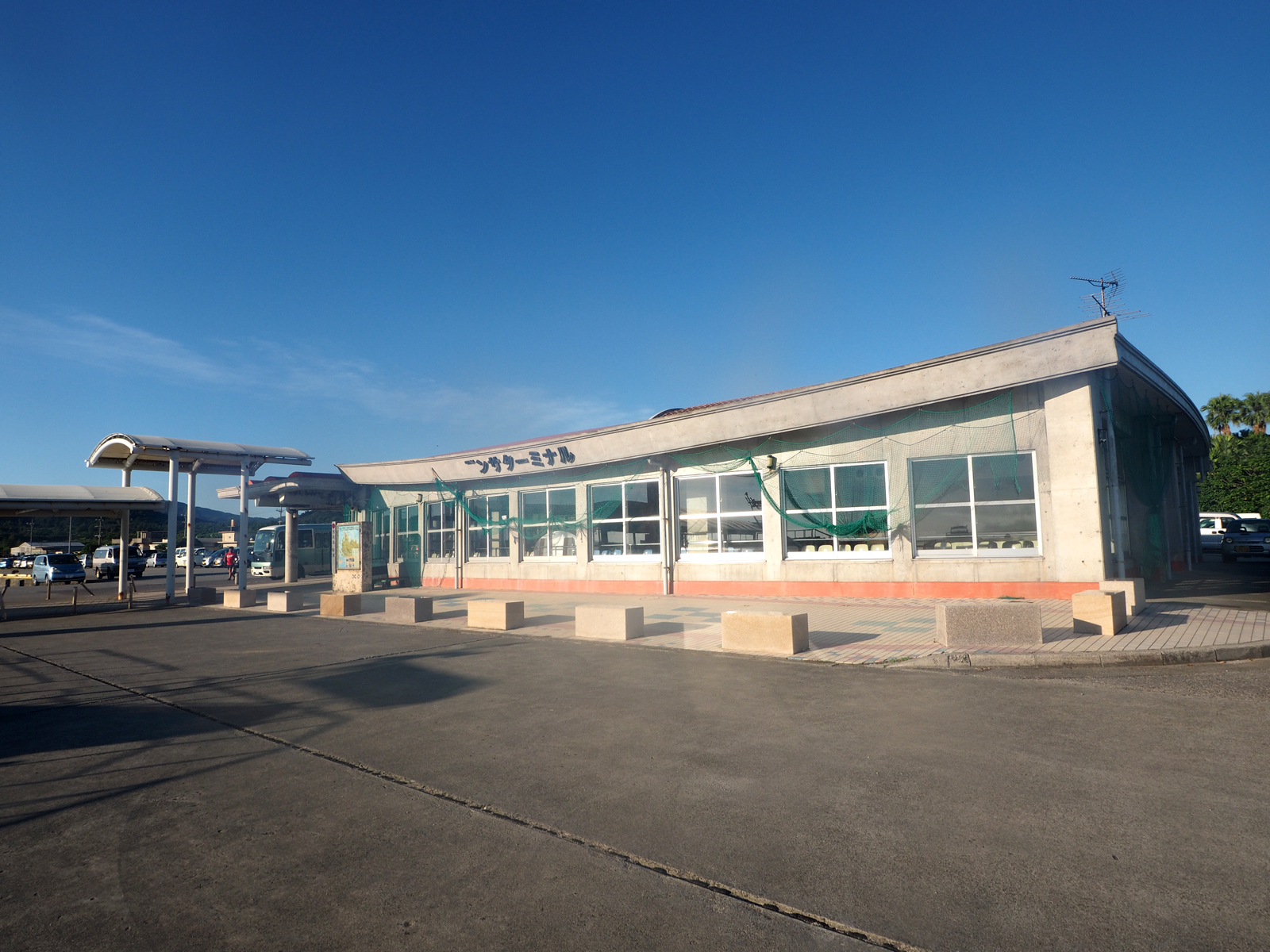
上原港（船浦港上原地区）

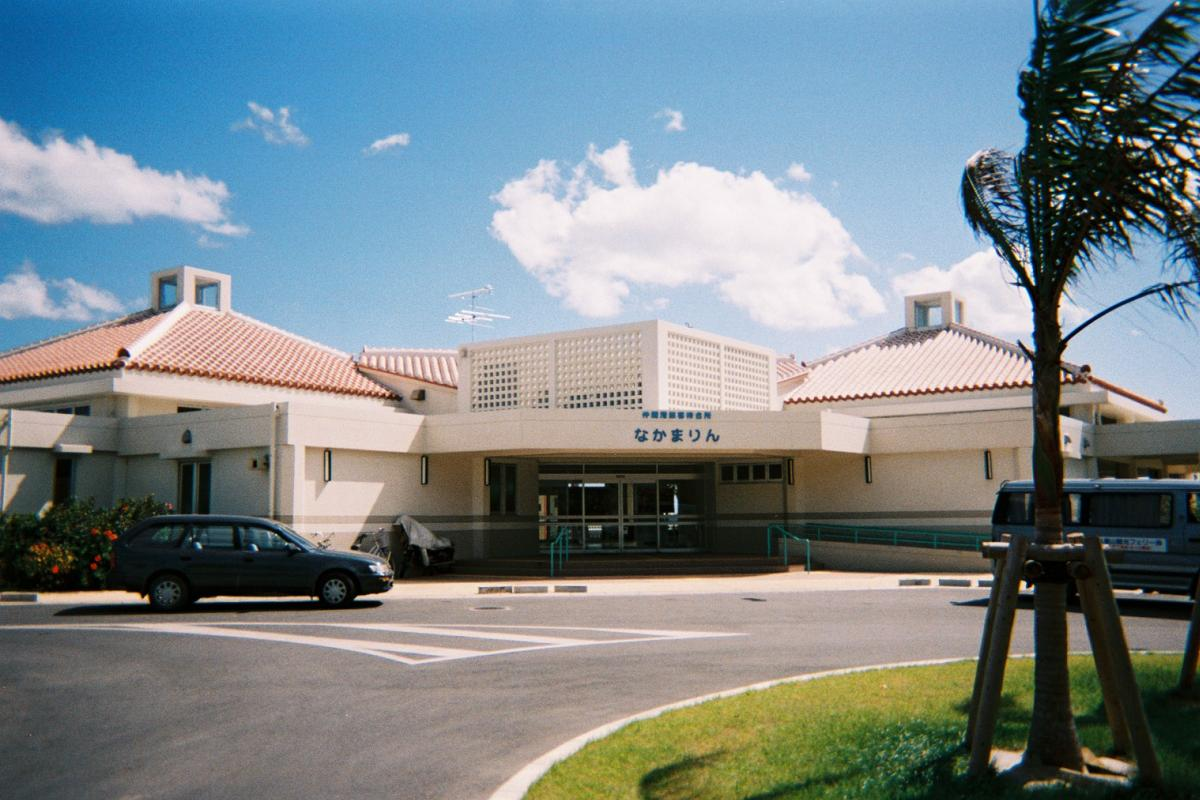
大原港（仲間港）
西表島東部の各集落への玄関口となる港。上原港が冬季は海が荒れやすく船の欠航が多いのに対して、仲間港は天候の影響を受けにくく年間を通じて欠航が少ない。
旅客船（高速船）
- - 石垣島（石垣港・離島ターミナル）

八重山観光フェリー（八重観）が1日7往復、安栄観光（安栄）が1日6往復を運航（所要時間35-40分（直行便））。
- →竹富島→石垣島

八重観の石垣行きのうち1日1便が経由。
- →小浜島→竹富島→石垣島

安栄の石垣行きのうち1日1便が経由。
- - 波照間島

安栄が1日1往復を運航。
貨客船（カーフェリー）
- - 石垣島（石垣港・フェリーターミナル）

八重観、安栄が各週3便運航。
上原港（船浦港上原地区）
西表島西部の各集落への玄関口となる港。観光スポットに近く利便性が高い。かつては石垣島との定期航路は、上原港よりも東に位置する船浦港（船浦港船浦地区）に発着していた。
安栄観光及び八重山観光フェリーの高速船の上原港発着にあわせて、両社がそれぞれ上原港 - 祖納 - 白浜間で無料送迎バスを運行している。
秋から冬にかけては、北風の影響で海が荒れることが多く、外洋を走る上原航路は欠航が多発し、数日にわたって続くこともある。その際は、両社の大原港発着便に振り替えられ、大原港 - 上原港 - 祖納 - 白浜間の無料送迎バスを利用することになる（船賃は石垣港 - 上原港分が必要）。
旅客船（高速船）
- - 石垣島（石垣港・離島ターミナル）

八重観・安栄がそれぞれ1日7往復を運航（所要時間40分）。
- - 鳩間島（鳩間港）

八重観・安栄がそれぞれ1日1往復を運航（所要時間10-15分）。
貨客船（カーフェリー）
- - 石垣島（石垣港）

八重観、安栄がそれぞれ週3便運航。このうち各社石垣港発の2便、上原港発の1便が鳩間島を経由する。

#### 島内航路

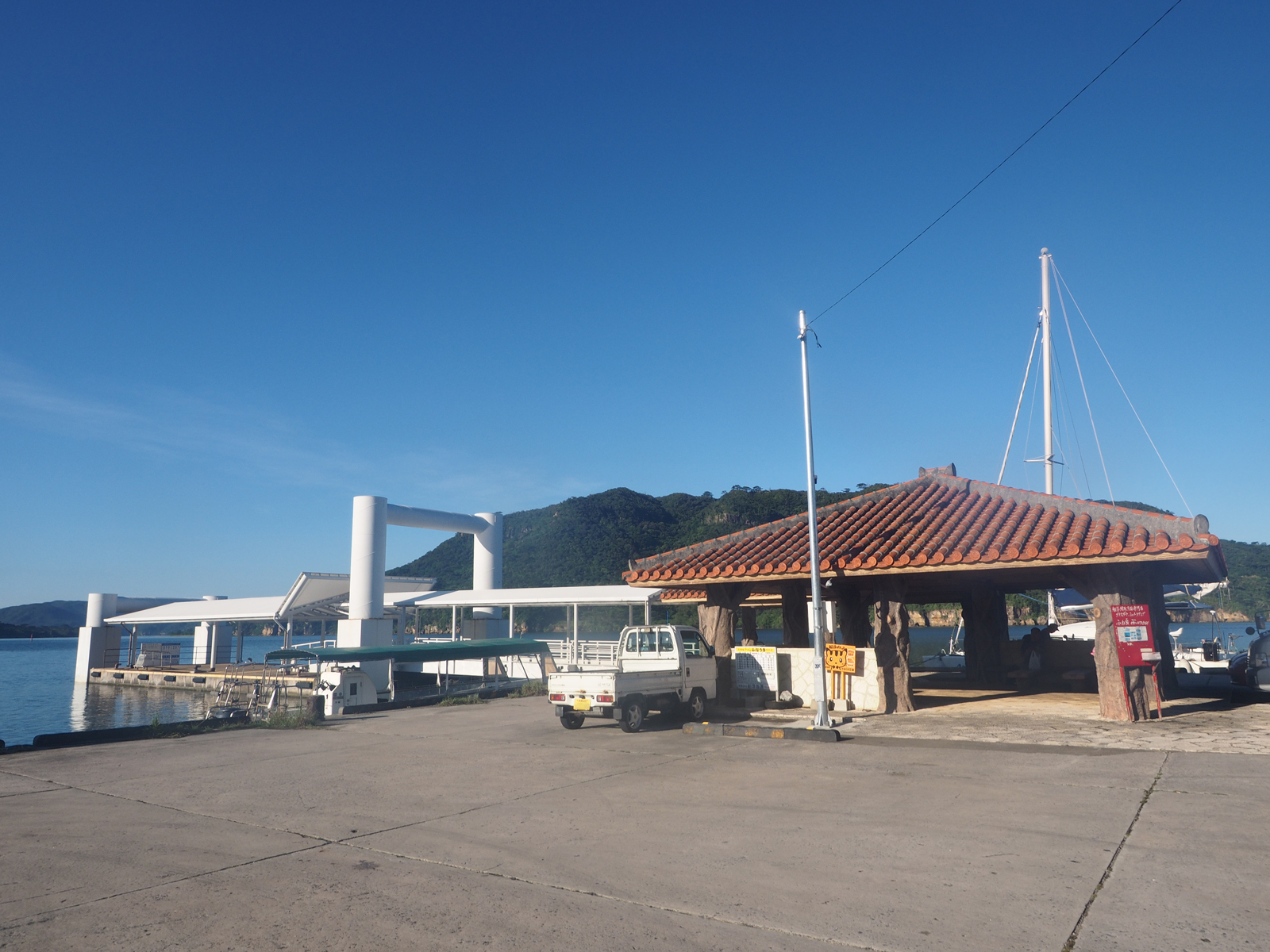
白浜港

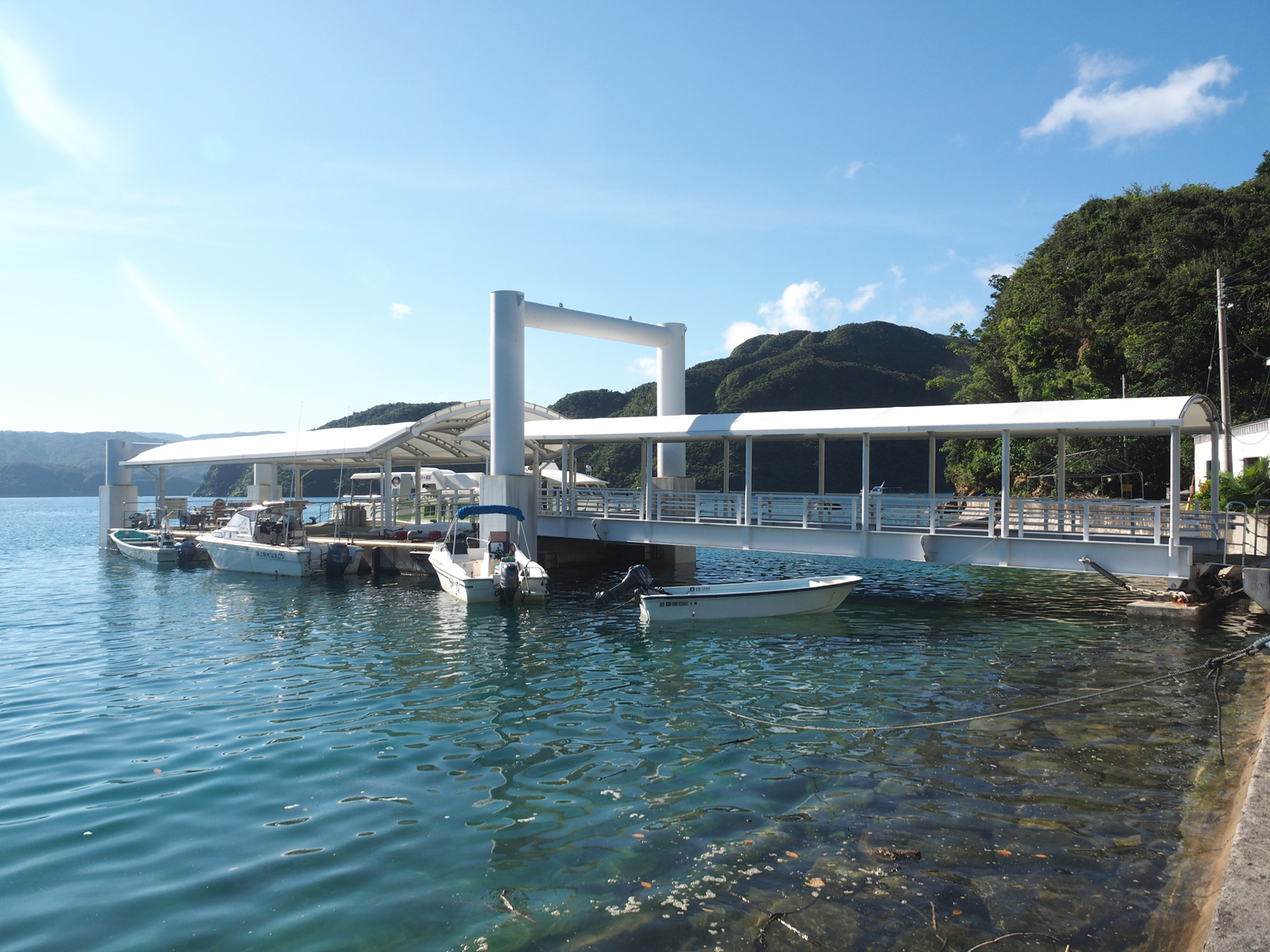
船浮港

県道の西端の白浜港と道路が通じていない船浮集落の船浮港との間で、船浮海運が1日5往復（夏季は6往復）の定期航路を運航している。白浜港ターミナルには、西表炭鉱などについての掲示物がある。

### 路線バス
西表島交通
1日4往復
- 白浜 - 上原 - 大原港 - 豊原

### 道路

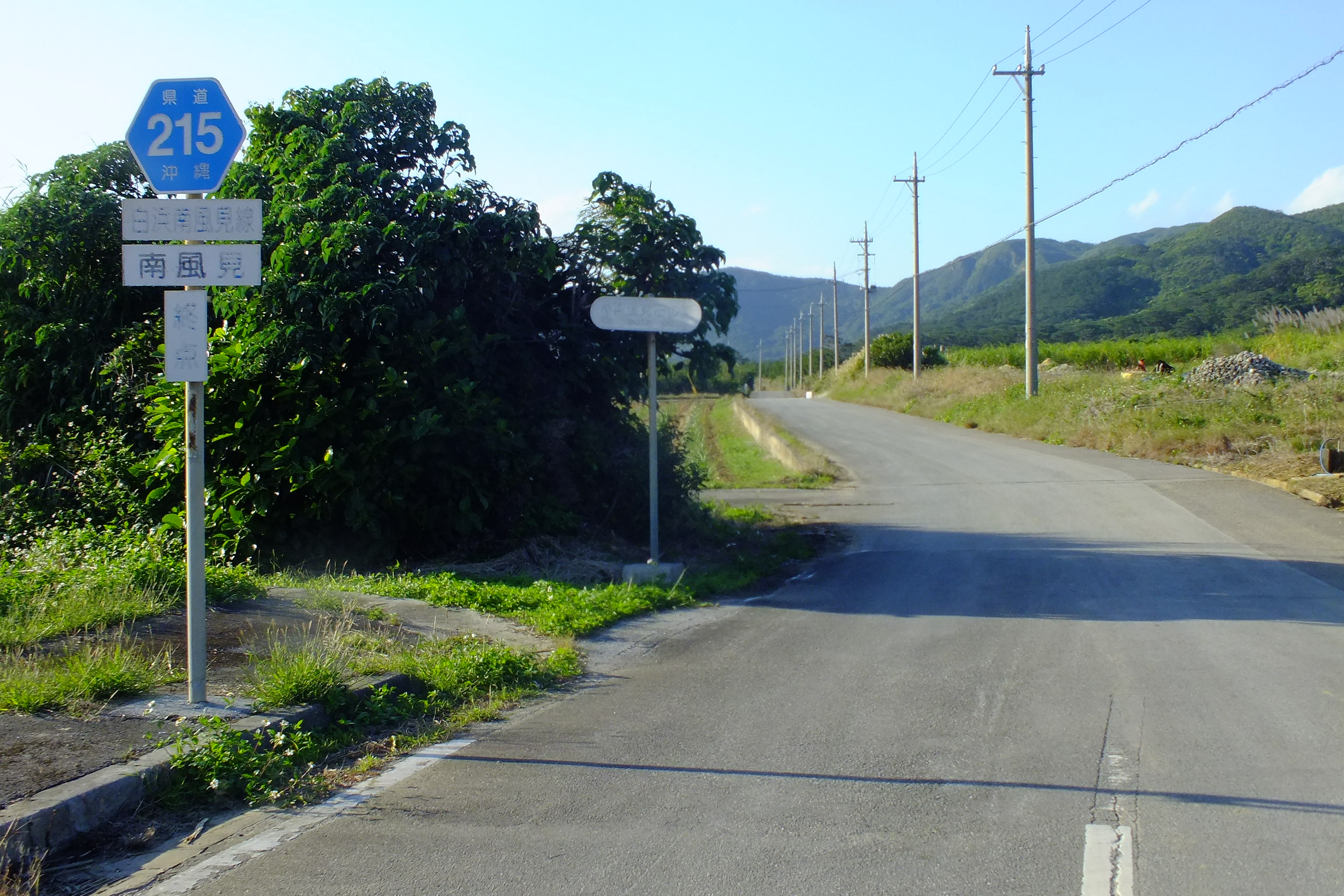
沖縄県道215号白浜南風見線
県道215号が西部の白浜から東南部の南風見まで島の海岸沿いに走るが、南西部で途切れており、島を一周する路線はない。また、島内部はジャングルであり、横断・縦断する路線もない。信号は島内に2箇所しかなく、うち小学校の前に設けられたものの設置目的は交通安全教育のためである。

## 放送
ラジオ・テレビとも、島東部では石垣島の石垣中継局、西部では祖納の祖納中継局からの放送を受信する。

### ラジオ
- 1990年までNHKの中継局が石垣島にあるだけで山を挟んだ島西部では受信しにくかった。また、民放はほとんど受信不可能だった（2003年までRBCiラジオは宮古島のみ中継局があったが、ROKは沖縄本島にある親局のみだった）。
- 中波AM放送は夜間に外国からの混信で受信困難であるため、中継局はすべてFM波で放送している。NHKが1991年11月にラジオ第1が、2003年10月にラジオ第2がFMによる中継局を設置（特にラジオ第2は1972年に沖縄の本土復帰で沖縄県内3カ所に設置して以来31年ぶり）。2004年4月には琉球放送（RBCiラジオ）とラジオ沖縄 (ROK) がFMによる中継局を設置した。
- FM放送はNHKFM・FM沖縄ともに中継局を設置していない。NHKFMは石垣島にある中継局 (87.0 MHz) から受信可能だが（島西部では受信困難）、FM沖縄は受信不可。

| 所在地 | NHK1 | NHK2 | NHKFM | RBCi | ROK  |
| ------ | ---- | ---- | ----- | ---- | ---- |
| 石垣   | 540  | 1521 | 87.0  | 89.0 | 87.8 |
| 祖納   | 85.2 | 83.1 | －    | 83.9 | 81.5 |

- 周波数単位は石垣局のNHKAMのみkHz、あとはすべてMHz。
- 出力は石垣局がNHKAMが1kW、あとは100W。祖納局はいずれも10W。

### テレビ
- NHKと沖縄県内の全民放テレビ局が中継局を設置。1967年にNHK沖縄放送局の前身である沖縄放送協会 (OHK) が開局、1976年にようやく沖縄本島・日本本土と同時放送となったものの長年NHKしか受信できなかった（島のみならず竹富町内すべて）。
- 1993年12月に民放 (RBC・OTV) が開局したが、琉球朝日放送 (QAB) のアナログ放送は先島諸島に中継局が未設置だったため受信不可だった。このためテレビ朝日系の番組は民教協の番組（RBC・OTVで放送）を除き地上波では見られない状況が続いていた。
- 2006年に沖縄県内でも開始された地上デジタルテレビジョン放送について、島東部で受信できる石垣中継局、西部の祖納中継局は2009年に全てのチャンネルが開局（石垣中継局のNHK2波は2008年に先行開局）。アナログでは未開局だったQABは、本島地域での開局から14年遅れにして、デジタル新局として（西表島含む）先島諸島での放送を開始した。出力はUHFアナログ放送の100 Wからさらに減力し1 W（アナログ放送10 Wに相当、実質1/10減力）となった。

| 所在地 （リモコンキーID） | 総合 （1） | 教育 （2） | RBC （3） | OTV （8） | QAB （5） |
| ------------------------- | ---------- | ---------- | --------- | --------- | --------- |
| 石垣（出力100W）          | 26         | 24         | 33        | 35        | 36        |
| 祖納（出力1W）            | 17         | 13         | 32        | 42        | 48        |

## インフラ
- 電気 - 島に発電所はなく、石垣島から海底電線で送電を受けている。
- 水道 - 水資源は豊富であり、他島から送電される電気とは逆に、海底送水管で小浜島、由布島、黒島、新城島、鳩間島に送水している[43][44]。
- 医療 - 沖縄県立八重山病院の付属診療所である西表西部診療所及び大原診療所が設置されており、各1名の医師が常駐する。

## 西表島を舞台とする作品
- ぱいかじ南海作戦 - 椎名誠の2004年の小説及びそれを原作とする2012年公開の映画。
- サウスバウンド - 奥田英朗の2005年の小説及びそれを原作とする2007年公開の映画。
- ゴーヤーちゃんぷるー - 2006年公開の映画。